# Michaił Czigorin
|   | a | b | c | d | e | f | g | h |   |
| 8 | a8 – Czarna wieża · c8 – Czarny goniec · d8 – Czarny hetman · e8 – Czarny król · f8 – Czarny goniec · g8 – Czarny skoczek · h8 – Czarna wieża · a7 – Czarny pionek · b7 – Czarny pionek · c7 – Czarny pionek · e7 – Czarny pionek · f7 – Czarny pionek · g7 – Czarny pionek · h7 – Czarny pionek · c6 – Czarny skoczek · d5 – Czarny pionek · c4 – Biały pionek · d4 – Biały pionek · a2 – Biały pionek · b2 – Biały pionek · e2 – Biały pionek · f2 – Biały pionek · g2 – Biały pionek · h2 – Biały pionek · a1 – Biała wieża · b1 – Biały skoczek · c1 – Biały goniec · d1 – Biały hetman · e1 – Biały król · f1 – Biały goniec · g1 – Biały skoczek · h1 – Biała wieża | a8 – Czarna wieża · c8 – Czarny goniec · d8 – Czarny hetman · e8 – Czarny król · f8 – Czarny goniec · g8 – Czarny skoczek · h8 – Czarna wieża · a7 – Czarny pionek · b7 – Czarny pionek · c7 – Czarny pionek · e7 – Czarny pionek · f7 – Czarny pionek · g7 – Czarny pionek · h7 – Czarny pionek · c6 – Czarny skoczek · d5 – Czarny pionek · c4 – Biały pionek · d4 – Biały pionek · a2 – Biały pionek · b2 – Biały pionek · e2 – Biały pionek · f2 – Biały pionek · g2 – Biały pionek · h2 – Biały pionek · a1 – Biała wieża · b1 – Biały skoczek · c1 – Biały goniec · d1 – Biały hetman · e1 – Biały król · f1 – Biały goniec · g1 – Biały skoczek · h1 – Biała wieża | a8 – Czarna wieża · c8 – Czarny goniec · d8 – Czarny hetman · e8 – Czarny król · f8 – Czarny goniec · g8 – Czarny skoczek · h8 – Czarna wieża · a7 – Czarny pionek · b7 – Czarny pionek · c7 – Czarny pionek · e7 – Czarny pionek · f7 – Czarny pionek · g7 – Czarny pionek · h7 – Czarny pionek · c6 – Czarny skoczek · d5 – Czarny pionek · c4 – Biały pionek · d4 – Biały pionek · a2 – Biały pionek · b2 – Biały pionek · e2 – Biały pionek · f2 – Biały pionek · g2 – Biały pionek · h2 – Biały pionek · a1 – Biała wieża · b1 – Biały skoczek · c1 – Biały goniec · d1 – Biały hetman · e1 – Biały król · f1 – Biały goniec · g1 – Biały skoczek · h1 – Biała wieża | a8 – Czarna wieża · c8 – Czarny goniec · d8 – Czarny hetman · e8 – Czarny król · f8 – Czarny goniec · g8 – Czarny skoczek · h8 – Czarna wieża · a7 – Czarny pionek · b7 – Czarny pionek · c7 – Czarny pionek · e7 – Czarny pionek · f7 – Czarny pionek · g7 – Czarny pionek · h7 – Czarny pionek · c6 – Czarny skoczek · d5 – Czarny pionek · c4 – Biały pionek · d4 – Biały pionek · a2 – Biały pionek · b2 – Biały pionek · e2 – Biały pionek · f2 – Biały pionek · g2 – Biały pionek · h2 – Biały pionek · a1 – Biała wieża · b1 – Biały skoczek · c1 – Biały goniec · d1 – Biały hetman · e1 – Biały król · f1 – Biały goniec · g1 – Biały skoczek · h1 – Biała wieża | a8 – Czarna wieża · c8 – Czarny goniec · d8 – Czarny hetman · e8 – Czarny król · f8 – Czarny goniec · g8 – Czarny skoczek · h8 – Czarna wieża · a7 – Czarny pionek · b7 – Czarny pionek · c7 – Czarny pionek · e7 – Czarny pionek · f7 – Czarny pionek · g7 – Czarny pionek · h7 – Czarny pionek · c6 – Czarny skoczek · d5 – Czarny pionek · c4 – Biały pionek · d4 – Biały pionek · a2 – Biały pionek · b2 – Biały pionek · e2 – Biały pionek · f2 – Biały pionek · g2 – Biały pionek · h2 – Biały pionek · a1 – Biała wieża · b1 – Biały skoczek · c1 – Biały goniec · d1 – Biały hetman · e1 – Biały król · f1 – Biały goniec · g1 – Biały skoczek · h1 – Biała wieża | a8 – Czarna wieża · c8 – Czarny goniec · d8 – Czarny hetman · e8 – Czarny król · f8 – Czarny goniec · g8 – Czarny skoczek · h8 – Czarna wieża · a7 – Czarny pionek · b7 – Czarny pionek · c7 – Czarny pionek · e7 – Czarny pionek · f7 – Czarny pionek · g7 – Czarny pionek · h7 – Czarny pionek · c6 – Czarny skoczek · d5 – Czarny pionek · c4 – Biały pionek · d4 – Biały pionek · a2 – Biały pionek · b2 – Biały pionek · e2 – Biały pionek · f2 – Biały pionek · g2 – Biały pionek · h2 – Biały pionek · a1 – Biała wieża · b1 – Biały skoczek · c1 – Biały goniec · d1 – Biały hetman · e1 – Biały król · f1 – Biały goniec · g1 – Biały skoczek · h1 – Biała wieża | a8 – Czarna wieża · c8 – Czarny goniec · d8 – Czarny hetman · e8 – Czarny król · f8 – Czarny goniec · g8 – Czarny skoczek · h8 – Czarna wieża · a7 – Czarny pionek · b7 – Czarny pionek · c7 – Czarny pionek · e7 – Czarny pionek · f7 – Czarny pionek · g7 – Czarny pionek · h7 – Czarny pionek · c6 – Czarny skoczek · d5 – Czarny pionek · c4 – Biały pionek · d4 – Biały pionek · a2 – Biały pionek · b2 – Biały pionek · e2 – Biały pionek · f2 – Biały pionek · g2 – Biały pionek · h2 – Biały pionek · a1 – Biała wieża · b1 – Biały skoczek · c1 – Biały goniec · d1 – Biały hetman · e1 – Biały król · f1 – Biały goniec · g1 – Biały skoczek · h1 – Biała wieża | a8 – Czarna wieża · c8 – Czarny goniec · d8 – Czarny hetman · e8 – Czarny król · f8 – Czarny goniec · g8 – Czarny skoczek · h8 – Czarna wieża · a7 – Czarny pionek · b7 – Czarny pionek · c7 – Czarny pionek · e7 – Czarny pionek · f7 – Czarny pionek · g7 – Czarny pionek · h7 – Czarny pionek · c6 – Czarny skoczek · d5 – Czarny pionek · c4 – Biały pionek · d4 – Biały pionek · a2 – Biały pionek · b2 – Biały pionek · e2 – Biały pionek · f2 – Biały pionek · g2 – Biały pionek · h2 – Biały pionek · a1 – Biała wieża · b1 – Biały skoczek · c1 – Biały goniec · d1 – Biały hetman · e1 – Biały król · f1 – Biały goniec · g1 – Biały skoczek · h1 – Biała wieża | 8 |
| 7 | a8 – Czarna wieża · c8 – Czarny goniec · d8 – Czarny hetman · e8 – Czarny król · f8 – Czarny goniec · g8 – Czarny skoczek · h8 – Czarna wieża · a7 – Czarny pionek · b7 – Czarny pionek · c7 – Czarny pionek · e7 – Czarny pionek · f7 – Czarny pionek · g7 – Czarny pionek · h7 – Czarny pionek · c6 – Czarny skoczek · d5 – Czarny pionek · c4 – Biały pionek · d4 – Biały pionek · a2 – Biały pionek · b2 – Biały pionek · e2 – Biały pionek · f2 – Biały pionek · g2 – Biały pionek · h2 – Biały pionek · a1 – Biała wieża · b1 – Biały skoczek · c1 – Biały goniec · d1 – Biały hetman · e1 – Biały król · f1 – Biały goniec · g1 – Biały skoczek · h1 – Biała wieża | a8 – Czarna wieża · c8 – Czarny goniec · d8 – Czarny hetman · e8 – Czarny król · f8 – Czarny goniec · g8 – Czarny skoczek · h8 – Czarna wieża · a7 – Czarny pionek · b7 – Czarny pionek · c7 – Czarny pionek · e7 – Czarny pionek · f7 – Czarny pionek · g7 – Czarny pionek · h7 – Czarny pionek · c6 – Czarny skoczek · d5 – Czarny pionek · c4 – Biały pionek · d4 – Biały pionek · a2 – Biały pionek · b2 – Biały pionek · e2 – Biały pionek · f2 – Biały pionek · g2 – Biały pionek · h2 – Biały pionek · a1 – Biała wieża · b1 – Biały skoczek · c1 – Biały goniec · d1 – Biały hetman · e1 – Biały król · f1 – Biały goniec · g1 – Biały skoczek · h1 – Biała wieża | a8 – Czarna wieża · c8 – Czarny goniec · d8 – Czarny hetman · e8 – Czarny król · f8 – Czarny goniec · g8 – Czarny skoczek · h8 – Czarna wieża · a7 – Czarny pionek · b7 – Czarny pionek · c7 – Czarny pionek · e7 – Czarny pionek · f7 – Czarny pionek · g7 – Czarny pionek · h7 – Czarny pionek · c6 – Czarny skoczek · d5 – Czarny pionek · c4 – Biały pionek · d4 – Biały pionek · a2 – Biały pionek · b2 – Biały pionek · e2 – Biały pionek · f2 – Biały pionek · g2 – Biały pionek · h2 – Biały pionek · a1 – Biała wieża · b1 – Biały skoczek · c1 – Biały goniec · d1 – Biały hetman · e1 – Biały król · f1 – Biały goniec · g1 – Biały skoczek · h1 – Biała wieża | a8 – Czarna wieża · c8 – Czarny goniec · d8 – Czarny hetman · e8 – Czarny król · f8 – Czarny goniec · g8 – Czarny skoczek · h8 – Czarna wieża · a7 – Czarny pionek · b7 – Czarny pionek · c7 – Czarny pionek · e7 – Czarny pionek · f7 – Czarny pionek · g7 – Czarny pionek · h7 – Czarny pionek · c6 – Czarny skoczek · d5 – Czarny pionek · c4 – Biały pionek · d4 – Biały pionek · a2 – Biały pionek · b2 – Biały pionek · e2 – Biały pionek · f2 – Biały pionek · g2 – Biały pionek · h2 – Biały pionek · a1 – Biała wieża · b1 – Biały skoczek · c1 – Biały goniec · d1 – Biały hetman · e1 – Biały król · f1 – Biały goniec · g1 – Biały skoczek · h1 – Biała wieża | a8 – Czarna wieża · c8 – Czarny goniec · d8 – Czarny hetman · e8 – Czarny król · f8 – Czarny goniec · g8 – Czarny skoczek · h8 – Czarna wieża · a7 – Czarny pionek · b7 – Czarny pionek · c7 – Czarny pionek · e7 – Czarny pionek · f7 – Czarny pionek · g7 – Czarny pionek · h7 – Czarny pionek · c6 – Czarny skoczek · d5 – Czarny pionek · c4 – Biały pionek · d4 – Biały pionek · a2 – Biały pionek · b2 – Biały pionek · e2 – Biały pionek · f2 – Biały pionek · g2 – Biały pionek · h2 – Biały pionek · a1 – Biała wieża · b1 – Biały skoczek · c1 – Biały goniec · d1 – Biały hetman · e1 – Biały król · f1 – Biały goniec · g1 – Biały skoczek · h1 – Biała wieża | a8 – Czarna wieża · c8 – Czarny goniec · d8 – Czarny hetman · e8 – Czarny król · f8 – Czarny goniec · g8 – Czarny skoczek · h8 – Czarna wieża · a7 – Czarny pionek · b7 – Czarny pionek · c7 – Czarny pionek · e7 – Czarny pionek · f7 – Czarny pionek · g7 – Czarny pionek · h7 – Czarny pionek · c6 – Czarny skoczek · d5 – Czarny pionek · c4 – Biały pionek · d4 – Biały pionek · a2 – Biały pionek · b2 – Biały pionek · e2 – Biały pionek · f2 – Biały pionek · g2 – Biały pionek · h2 – Biały pionek · a1 – Biała wieża · b1 – Biały skoczek · c1 – Biały goniec · d1 – Biały hetman · e1 – Biały król · f1 – Biały goniec · g1 – Biały skoczek · h1 – Biała wieża | a8 – Czarna wieża · c8 – Czarny goniec · d8 – Czarny hetman · e8 – Czarny król · f8 – Czarny goniec · g8 – Czarny skoczek · h8 – Czarna wieża · a7 – Czarny pionek · b7 – Czarny pionek · c7 – Czarny pionek · e7 – Czarny pionek · f7 – Czarny pionek · g7 – Czarny pionek · h7 – Czarny pionek · c6 – Czarny skoczek · d5 – Czarny pionek · c4 – Biały pionek · d4 – Biały pionek · a2 – Biały pionek · b2 – Biały pionek · e2 – Biały pionek · f2 – Biały pionek · g2 – Biały pionek · h2 – Biały pionek · a1 – Biała wieża · b1 – Biały skoczek · c1 – Biały goniec · d1 – Biały hetman · e1 – Biały król · f1 – Biały goniec · g1 – Biały skoczek · h1 – Biała wieża | a8 – Czarna wieża · c8 – Czarny goniec · d8 – Czarny hetman · e8 – Czarny król · f8 – Czarny goniec · g8 – Czarny skoczek · h8 – Czarna wieża · a7 – Czarny pionek · b7 – Czarny pionek · c7 – Czarny pionek · e7 – Czarny pionek · f7 – Czarny pionek · g7 – Czarny pionek · h7 – Czarny pionek · c6 – Czarny skoczek · d5 – Czarny pionek · c4 – Biały pionek · d4 – Biały pionek · a2 – Biały pionek · b2 – Biały pionek · e2 – Biały pionek · f2 – Biały pionek · g2 – Biały pionek · h2 – Biały pionek · a1 – Biała wieża · b1 – Biały skoczek · c1 – Biały goniec · d1 – Biały hetman · e1 – Biały król · f1 – Biały goniec · g1 – Biały skoczek · h1 – Biała wieża | 7 |
| 6 | a8 – Czarna wieża · c8 – Czarny goniec · d8 – Czarny hetman · e8 – Czarny król · f8 – Czarny goniec · g8 – Czarny skoczek · h8 – Czarna wieża · a7 – Czarny pionek · b7 – Czarny pionek · c7 – Czarny pionek · e7 – Czarny pionek · f7 – Czarny pionek · g7 – Czarny pionek · h7 – Czarny pionek · c6 – Czarny skoczek · d5 – Czarny pionek · c4 – Biały pionek · d4 – Biały pionek · a2 – Biały pionek · b2 – Biały pionek · e2 – Biały pionek · f2 – Biały pionek · g2 – Biały pionek · h2 – Biały pionek · a1 – Biała wieża · b1 – Biały skoczek · c1 – Biały goniec · d1 – Biały hetman · e1 – Biały król · f1 – Biały goniec · g1 – Biały skoczek · h1 – Biała wieża | a8 – Czarna wieża · c8 – Czarny goniec · d8 – Czarny hetman · e8 – Czarny król · f8 – Czarny goniec · g8 – Czarny skoczek · h8 – Czarna wieża · a7 – Czarny pionek · b7 – Czarny pionek · c7 – Czarny pionek · e7 – Czarny pionek · f7 – Czarny pionek · g7 – Czarny pionek · h7 – Czarny pionek · c6 – Czarny skoczek · d5 – Czarny pionek · c4 – Biały pionek · d4 – Biały pionek · a2 – Biały pionek · b2 – Biały pionek · e2 – Biały pionek · f2 – Biały pionek · g2 – Biały pionek · h2 – Biały pionek · a1 – Biała wieża · b1 – Biały skoczek · c1 – Biały goniec · d1 – Biały hetman · e1 – Biały król · f1 – Biały goniec · g1 – Biały skoczek · h1 – Biała wieża | a8 – Czarna wieża · c8 – Czarny goniec · d8 – Czarny hetman · e8 – Czarny król · f8 – Czarny goniec · g8 – Czarny skoczek · h8 – Czarna wieża · a7 – Czarny pionek · b7 – Czarny pionek · c7 – Czarny pionek · e7 – Czarny pionek · f7 – Czarny pionek · g7 – Czarny pionek · h7 – Czarny pionek · c6 – Czarny skoczek · d5 – Czarny pionek · c4 – Biały pionek · d4 – Biały pionek · a2 – Biały pionek · b2 – Biały pionek · e2 – Biały pionek · f2 – Biały pionek · g2 – Biały pionek · h2 – Biały pionek · a1 – Biała wieża · b1 – Biały skoczek · c1 – Biały goniec · d1 – Biały hetman · e1 – Biały król · f1 – Biały goniec · g1 – Biały skoczek · h1 – Biała wieża | a8 – Czarna wieża · c8 – Czarny goniec · d8 – Czarny hetman · e8 – Czarny król · f8 – Czarny goniec · g8 – Czarny skoczek · h8 – Czarna wieża · a7 – Czarny pionek · b7 – Czarny pionek · c7 – Czarny pionek · e7 – Czarny pionek · f7 – Czarny pionek · g7 – Czarny pionek · h7 – Czarny pionek · c6 – Czarny skoczek · d5 – Czarny pionek · c4 – Biały pionek · d4 – Biały pionek · a2 – Biały pionek · b2 – Biały pionek · e2 – Biały pionek · f2 – Biały pionek · g2 – Biały pionek · h2 – Biały pionek · a1 – Biała wieża · b1 – Biały skoczek · c1 – Biały goniec · d1 – Biały hetman · e1 – Biały król · f1 – Biały goniec · g1 – Biały skoczek · h1 – Biała wieża | a8 – Czarna wieża · c8 – Czarny goniec · d8 – Czarny hetman · e8 – Czarny król · f8 – Czarny goniec · g8 – Czarny skoczek · h8 – Czarna wieża · a7 – Czarny pionek · b7 – Czarny pionek · c7 – Czarny pionek · e7 – Czarny pionek · f7 – Czarny pionek · g7 – Czarny pionek · h7 – Czarny pionek · c6 – Czarny skoczek · d5 – Czarny pionek · c4 – Biały pionek · d4 – Biały pionek · a2 – Biały pionek · b2 – Biały pionek · e2 – Biały pionek · f2 – Biały pionek · g2 – Biały pionek · h2 – Biały pionek · a1 – Biała wieża · b1 – Biały skoczek · c1 – Biały goniec · d1 – Biały hetman · e1 – Biały król · f1 – Biały goniec · g1 – Biały skoczek · h1 – Biała wieża | a8 – Czarna wieża · c8 – Czarny goniec · d8 – Czarny hetman · e8 – Czarny król · f8 – Czarny goniec · g8 – Czarny skoczek · h8 – Czarna wieża · a7 – Czarny pionek · b7 – Czarny pionek · c7 – Czarny pionek · e7 – Czarny pionek · f7 – Czarny pionek · g7 – Czarny pionek · h7 – Czarny pionek · c6 – Czarny skoczek · d5 – Czarny pionek · c4 – Biały pionek · d4 – Biały pionek · a2 – Biały pionek · b2 – Biały pionek · e2 – Biały pionek · f2 – Biały pionek · g2 – Biały pionek · h2 – Biały pionek · a1 – Biała wieża · b1 – Biały skoczek · c1 – Biały goniec · d1 – Biały hetman · e1 – Biały król · f1 – Biały goniec · g1 – Biały skoczek · h1 – Biała wieża | a8 – Czarna wieża · c8 – Czarny goniec · d8 – Czarny hetman · e8 – Czarny król · f8 – Czarny goniec · g8 – Czarny skoczek · h8 – Czarna wieża · a7 – Czarny pionek · b7 – Czarny pionek · c7 – Czarny pionek · e7 – Czarny pionek · f7 – Czarny pionek · g7 – Czarny pionek · h7 – Czarny pionek · c6 – Czarny skoczek · d5 – Czarny pionek · c4 – Biały pionek · d4 – Biały pionek · a2 – Biały pionek · b2 – Biały pionek · e2 – Biały pionek · f2 – Biały pionek · g2 – Biały pionek · h2 – Biały pionek · a1 – Biała wieża · b1 – Biały skoczek · c1 – Biały goniec · d1 – Biały hetman · e1 – Biały król · f1 – Biały goniec · g1 – Biały skoczek · h1 – Biała wieża | a8 – Czarna wieża · c8 – Czarny goniec · d8 – Czarny hetman · e8 – Czarny król · f8 – Czarny goniec · g8 – Czarny skoczek · h8 – Czarna wieża · a7 – Czarny pionek · b7 – Czarny pionek · c7 – Czarny pionek · e7 – Czarny pionek · f7 – Czarny pionek · g7 – Czarny pionek · h7 – Czarny pionek · c6 – Czarny skoczek · d5 – Czarny pionek · c4 – Biały pionek · d4 – Biały pionek · a2 – Biały pionek · b2 – Biały pionek · e2 – Biały pionek · f2 – Biały pionek · g2 – Biały pionek · h2 – Biały pionek · a1 – Biała wieża · b1 – Biały skoczek · c1 – Biały goniec · d1 – Biały hetman · e1 – Biały król · f1 – Biały goniec · g1 – Biały skoczek · h1 – Biała wieża | 6 |
| 5 | a8 – Czarna wieża · c8 – Czarny goniec · d8 – Czarny hetman · e8 – Czarny król · f8 – Czarny goniec · g8 – Czarny skoczek · h8 – Czarna wieża · a7 – Czarny pionek · b7 – Czarny pionek · c7 – Czarny pionek · e7 – Czarny pionek · f7 – Czarny pionek · g7 – Czarny pionek · h7 – Czarny pionek · c6 – Czarny skoczek · d5 – Czarny pionek · c4 – Biały pionek · d4 – Biały pionek · a2 – Biały pionek · b2 – Biały pionek · e2 – Biały pionek · f2 – Biały pionek · g2 – Biały pionek · h2 – Biały pionek · a1 – Biała wieża · b1 – Biały skoczek · c1 – Biały goniec · d1 – Biały hetman · e1 – Biały król · f1 – Biały goniec · g1 – Biały skoczek · h1 – Biała wieża | a8 – Czarna wieża · c8 – Czarny goniec · d8 – Czarny hetman · e8 – Czarny król · f8 – Czarny goniec · g8 – Czarny skoczek · h8 – Czarna wieża · a7 – Czarny pionek · b7 – Czarny pionek · c7 – Czarny pionek · e7 – Czarny pionek · f7 – Czarny pionek · g7 – Czarny pionek · h7 – Czarny pionek · c6 – Czarny skoczek · d5 – Czarny pionek · c4 – Biały pionek · d4 – Biały pionek · a2 – Biały pionek · b2 – Biały pionek · e2 – Biały pionek · f2 – Biały pionek · g2 – Biały pionek · h2 – Biały pionek · a1 – Biała wieża · b1 – Biały skoczek · c1 – Biały goniec · d1 – Biały hetman · e1 – Biały król · f1 – Biały goniec · g1 – Biały skoczek · h1 – Biała wieża | a8 – Czarna wieża · c8 – Czarny goniec · d8 – Czarny hetman · e8 – Czarny król · f8 – Czarny goniec · g8 – Czarny skoczek · h8 – Czarna wieża · a7 – Czarny pionek · b7 – Czarny pionek · c7 – Czarny pionek · e7 – Czarny pionek · f7 – Czarny pionek · g7 – Czarny pionek · h7 – Czarny pionek · c6 – Czarny skoczek · d5 – Czarny pionek · c4 – Biały pionek · d4 – Biały pionek · a2 – Biały pionek · b2 – Biały pionek · e2 – Biały pionek · f2 – Biały pionek · g2 – Biały pionek · h2 – Biały pionek · a1 – Biała wieża · b1 – Biały skoczek · c1 – Biały goniec · d1 – Biały hetman · e1 – Biały król · f1 – Biały goniec · g1 – Biały skoczek · h1 – Biała wieża | a8 – Czarna wieża · c8 – Czarny goniec · d8 – Czarny hetman · e8 – Czarny król · f8 – Czarny goniec · g8 – Czarny skoczek · h8 – Czarna wieża · a7 – Czarny pionek · b7 – Czarny pionek · c7 – Czarny pionek · e7 – Czarny pionek · f7 – Czarny pionek · g7 – Czarny pionek · h7 – Czarny pionek · c6 – Czarny skoczek · d5 – Czarny pionek · c4 – Biały pionek · d4 – Biały pionek · a2 – Biały pionek · b2 – Biały pionek · e2 – Biały pionek · f2 – Biały pionek · g2 – Biały pionek · h2 – Biały pionek · a1 – Biała wieża · b1 – Biały skoczek · c1 – Biały goniec · d1 – Biały hetman · e1 – Biały król · f1 – Biały goniec · g1 – Biały skoczek · h1 – Biała wieża | a8 – Czarna wieża · c8 – Czarny goniec · d8 – Czarny hetman · e8 – Czarny król · f8 – Czarny goniec · g8 – Czarny skoczek · h8 – Czarna wieża · a7 – Czarny pionek · b7 – Czarny pionek · c7 – Czarny pionek · e7 – Czarny pionek · f7 – Czarny pionek · g7 – Czarny pionek · h7 – Czarny pionek · c6 – Czarny skoczek · d5 – Czarny pionek · c4 – Biały pionek · d4 – Biały pionek · a2 – Biały pionek · b2 – Biały pionek · e2 – Biały pionek · f2 – Biały pionek · g2 – Biały pionek · h2 – Biały pionek · a1 – Biała wieża · b1 – Biały skoczek · c1 – Biały goniec · d1 – Biały hetman · e1 – Biały król · f1 – Biały goniec · g1 – Biały skoczek · h1 – Biała wieża | a8 – Czarna wieża · c8 – Czarny goniec · d8 – Czarny hetman · e8 – Czarny król · f8 – Czarny goniec · g8 – Czarny skoczek · h8 – Czarna wieża · a7 – Czarny pionek · b7 – Czarny pionek · c7 – Czarny pionek · e7 – Czarny pionek · f7 – Czarny pionek · g7 – Czarny pionek · h7 – Czarny pionek · c6 – Czarny skoczek · d5 – Czarny pionek · c4 – Biały pionek · d4 – Biały pionek · a2 – Biały pionek · b2 – Biały pionek · e2 – Biały pionek · f2 – Biały pionek · g2 – Biały pionek · h2 – Biały pionek · a1 – Biała wieża · b1 – Biały skoczek · c1 – Biały goniec · d1 – Biały hetman · e1 – Biały król · f1 – Biały goniec · g1 – Biały skoczek · h1 – Biała wieża | a8 – Czarna wieża · c8 – Czarny goniec · d8 – Czarny hetman · e8 – Czarny król · f8 – Czarny goniec · g8 – Czarny skoczek · h8 – Czarna wieża · a7 – Czarny pionek · b7 – Czarny pionek · c7 – Czarny pionek · e7 – Czarny pionek · f7 – Czarny pionek · g7 – Czarny pionek · h7 – Czarny pionek · c6 – Czarny skoczek · d5 – Czarny pionek · c4 – Biały pionek · d4 – Biały pionek · a2 – Biały pionek · b2 – Biały pionek · e2 – Biały pionek · f2 – Biały pionek · g2 – Biały pionek · h2 – Biały pionek · a1 – Biała wieża · b1 – Biały skoczek · c1 – Biały goniec · d1 – Biały hetman · e1 – Biały król · f1 – Biały goniec · g1 – Biały skoczek · h1 – Biała wieża | a8 – Czarna wieża · c8 – Czarny goniec · d8 – Czarny hetman · e8 – Czarny król · f8 – Czarny goniec · g8 – Czarny skoczek · h8 – Czarna wieża · a7 – Czarny pionek · b7 – Czarny pionek · c7 – Czarny pionek · e7 – Czarny pionek · f7 – Czarny pionek · g7 – Czarny pionek · h7 – Czarny pionek · c6 – Czarny skoczek · d5 – Czarny pionek · c4 – Biały pionek · d4 – Biały pionek · a2 – Biały pionek · b2 – Biały pionek · e2 – Biały pionek · f2 – Biały pionek · g2 – Biały pionek · h2 – Biały pionek · a1 – Biała wieża · b1 – Biały skoczek · c1 – Biały goniec · d1 – Biały hetman · e1 – Biały król · f1 – Biały goniec · g1 – Biały skoczek · h1 – Biała wieża | 5 |
| 4 | a8 – Czarna wieża · c8 – Czarny goniec · d8 – Czarny hetman · e8 – Czarny król · f8 – Czarny goniec · g8 – Czarny skoczek · h8 – Czarna wieża · a7 – Czarny pionek · b7 – Czarny pionek · c7 – Czarny pionek · e7 – Czarny pionek · f7 – Czarny pionek · g7 – Czarny pionek · h7 – Czarny pionek · c6 – Czarny skoczek · d5 – Czarny pionek · c4 – Biały pionek · d4 – Biały pionek · a2 – Biały pionek · b2 – Biały pionek · e2 – Biały pionek · f2 – Biały pionek · g2 – Biały pionek · h2 – Biały pionek · a1 – Biała wieża · b1 – Biały skoczek · c1 – Biały goniec · d1 – Biały hetman · e1 – Biały król · f1 – Biały goniec · g1 – Biały skoczek · h1 – Biała wieża | a8 – Czarna wieża · c8 – Czarny goniec · d8 – Czarny hetman · e8 – Czarny król · f8 – Czarny goniec · g8 – Czarny skoczek · h8 – Czarna wieża · a7 – Czarny pionek · b7 – Czarny pionek · c7 – Czarny pionek · e7 – Czarny pionek · f7 – Czarny pionek · g7 – Czarny pionek · h7 – Czarny pionek · c6 – Czarny skoczek · d5 – Czarny pionek · c4 – Biały pionek · d4 – Biały pionek · a2 – Biały pionek · b2 – Biały pionek · e2 – Biały pionek · f2 – Biały pionek · g2 – Biały pionek · h2 – Biały pionek · a1 – Biała wieża · b1 – Biały skoczek · c1 – Biały goniec · d1 – Biały hetman · e1 – Biały król · f1 – Biały goniec · g1 – Biały skoczek · h1 – Biała wieża | a8 – Czarna wieża · c8 – Czarny goniec · d8 – Czarny hetman · e8 – Czarny król · f8 – Czarny goniec · g8 – Czarny skoczek · h8 – Czarna wieża · a7 – Czarny pionek · b7 – Czarny pionek · c7 – Czarny pionek · e7 – Czarny pionek · f7 – Czarny pionek · g7 – Czarny pionek · h7 – Czarny pionek · c6 – Czarny skoczek · d5 – Czarny pionek · c4 – Biały pionek · d4 – Biały pionek · a2 – Biały pionek · b2 – Biały pionek · e2 – Biały pionek · f2 – Biały pionek · g2 – Biały pionek · h2 – Biały pionek · a1 – Biała wieża · b1 – Biały skoczek · c1 – Biały goniec · d1 – Biały hetman · e1 – Biały król · f1 – Biały goniec · g1 – Biały skoczek · h1 – Biała wieża | a8 – Czarna wieża · c8 – Czarny goniec · d8 – Czarny hetman · e8 – Czarny król · f8 – Czarny goniec · g8 – Czarny skoczek · h8 – Czarna wieża · a7 – Czarny pionek · b7 – Czarny pionek · c7 – Czarny pionek · e7 – Czarny pionek · f7 – Czarny pionek · g7 – Czarny pionek · h7 – Czarny pionek · c6 – Czarny skoczek · d5 – Czarny pionek · c4 – Biały pionek · d4 – Biały pionek · a2 – Biały pionek · b2 – Biały pionek · e2 – Biały pionek · f2 – Biały pionek · g2 – Biały pionek · h2 – Biały pionek · a1 – Biała wieża · b1 – Biały skoczek · c1 – Biały goniec · d1 – Biały hetman · e1 – Biały król · f1 – Biały goniec · g1 – Biały skoczek · h1 – Biała wieża | a8 – Czarna wieża · c8 – Czarny goniec · d8 – Czarny hetman · e8 – Czarny król · f8 – Czarny goniec · g8 – Czarny skoczek · h8 – Czarna wieża · a7 – Czarny pionek · b7 – Czarny pionek · c7 – Czarny pionek · e7 – Czarny pionek · f7 – Czarny pionek · g7 – Czarny pionek · h7 – Czarny pionek · c6 – Czarny skoczek · d5 – Czarny pionek · c4 – Biały pionek · d4 – Biały pionek · a2 – Biały pionek · b2 – Biały pionek · e2 – Biały pionek · f2 – Biały pionek · g2 – Biały pionek · h2 – Biały pionek · a1 – Biała wieża · b1 – Biały skoczek · c1 – Biały goniec · d1 – Biały hetman · e1 – Biały król · f1 – Biały goniec · g1 – Biały skoczek · h1 – Biała wieża | a8 – Czarna wieża · c8 – Czarny goniec · d8 – Czarny hetman · e8 – Czarny król · f8 – Czarny goniec · g8 – Czarny skoczek · h8 – Czarna wieża · a7 – Czarny pionek · b7 – Czarny pionek · c7 – Czarny pionek · e7 – Czarny pionek · f7 – Czarny pionek · g7 – Czarny pionek · h7 – Czarny pionek · c6 – Czarny skoczek · d5 – Czarny pionek · c4 – Biały pionek · d4 – Biały pionek · a2 – Biały pionek · b2 – Biały pionek · e2 – Biały pionek · f2 – Biały pionek · g2 – Biały pionek · h2 – Biały pionek · a1 – Biała wieża · b1 – Biały skoczek · c1 – Biały goniec · d1 – Biały hetman · e1 – Biały król · f1 – Biały goniec · g1 – Biały skoczek · h1 – Biała wieża | a8 – Czarna wieża · c8 – Czarny goniec · d8 – Czarny hetman · e8 – Czarny król · f8 – Czarny goniec · g8 – Czarny skoczek · h8 – Czarna wieża · a7 – Czarny pionek · b7 – Czarny pionek · c7 – Czarny pionek · e7 – Czarny pionek · f7 – Czarny pionek · g7 – Czarny pionek · h7 – Czarny pionek · c6 – Czarny skoczek · d5 – Czarny pionek · c4 – Biały pionek · d4 – Biały pionek · a2 – Biały pionek · b2 – Biały pionek · e2 – Biały pionek · f2 – Biały pionek · g2 – Biały pionek · h2 – Biały pionek · a1 – Biała wieża · b1 – Biały skoczek · c1 – Biały goniec · d1 – Biały hetman · e1 – Biały król · f1 – Biały goniec · g1 – Biały skoczek · h1 – Biała wieża | a8 – Czarna wieża · c8 – Czarny goniec · d8 – Czarny hetman · e8 – Czarny król · f8 – Czarny goniec · g8 – Czarny skoczek · h8 – Czarna wieża · a7 – Czarny pionek · b7 – Czarny pionek · c7 – Czarny pionek · e7 – Czarny pionek · f7 – Czarny pionek · g7 – Czarny pionek · h7 – Czarny pionek · c6 – Czarny skoczek · d5 – Czarny pionek · c4 – Biały pionek · d4 – Biały pionek · a2 – Biały pionek · b2 – Biały pionek · e2 – Biały pionek · f2 – Biały pionek · g2 – Biały pionek · h2 – Biały pionek · a1 – Biała wieża · b1 – Biały skoczek · c1 – Biały goniec · d1 – Biały hetman · e1 – Biały król · f1 – Biały goniec · g1 – Biały skoczek · h1 – Biała wieża | 4 |
| 3 | a8 – Czarna wieża · c8 – Czarny goniec · d8 – Czarny hetman · e8 – Czarny król · f8 – Czarny goniec · g8 – Czarny skoczek · h8 – Czarna wieża · a7 – Czarny pionek · b7 – Czarny pionek · c7 – Czarny pionek · e7 – Czarny pionek · f7 – Czarny pionek · g7 – Czarny pionek · h7 – Czarny pionek · c6 – Czarny skoczek · d5 – Czarny pionek · c4 – Biały pionek · d4 – Biały pionek · a2 – Biały pionek · b2 – Biały pionek · e2 – Biały pionek · f2 – Biały pionek · g2 – Biały pionek · h2 – Biały pionek · a1 – Biała wieża · b1 – Biały skoczek · c1 – Biały goniec · d1 – Biały hetman · e1 – Biały król · f1 – Biały goniec · g1 – Biały skoczek · h1 – Biała wieża | a8 – Czarna wieża · c8 – Czarny goniec · d8 – Czarny hetman · e8 – Czarny król · f8 – Czarny goniec · g8 – Czarny skoczek · h8 – Czarna wieża · a7 – Czarny pionek · b7 – Czarny pionek · c7 – Czarny pionek · e7 – Czarny pionek · f7 – Czarny pionek · g7 – Czarny pionek · h7 – Czarny pionek · c6 – Czarny skoczek · d5 – Czarny pionek · c4 – Biały pionek · d4 – Biały pionek · a2 – Biały pionek · b2 – Biały pionek · e2 – Biały pionek · f2 – Biały pionek · g2 – Biały pionek · h2 – Biały pionek · a1 – Biała wieża · b1 – Biały skoczek · c1 – Biały goniec · d1 – Biały hetman · e1 – Biały król · f1 – Biały goniec · g1 – Biały skoczek · h1 – Biała wieża | a8 – Czarna wieża · c8 – Czarny goniec · d8 – Czarny hetman · e8 – Czarny król · f8 – Czarny goniec · g8 – Czarny skoczek · h8 – Czarna wieża · a7 – Czarny pionek · b7 – Czarny pionek · c7 – Czarny pionek · e7 – Czarny pionek · f7 – Czarny pionek · g7 – Czarny pionek · h7 – Czarny pionek · c6 – Czarny skoczek · d5 – Czarny pionek · c4 – Biały pionek · d4 – Biały pionek · a2 – Biały pionek · b2 – Biały pionek · e2 – Biały pionek · f2 – Biały pionek · g2 – Biały pionek · h2 – Biały pionek · a1 – Biała wieża · b1 – Biały skoczek · c1 – Biały goniec · d1 – Biały hetman · e1 – Biały król · f1 – Biały goniec · g1 – Biały skoczek · h1 – Biała wieża | a8 – Czarna wieża · c8 – Czarny goniec · d8 – Czarny hetman · e8 – Czarny król · f8 – Czarny goniec · g8 – Czarny skoczek · h8 – Czarna wieża · a7 – Czarny pionek · b7 – Czarny pionek · c7 – Czarny pionek · e7 – Czarny pionek · f7 – Czarny pionek · g7 – Czarny pionek · h7 – Czarny pionek · c6 – Czarny skoczek · d5 – Czarny pionek · c4 – Biały pionek · d4 – Biały pionek · a2 – Biały pionek · b2 – Biały pionek · e2 – Biały pionek · f2 – Biały pionek · g2 – Biały pionek · h2 – Biały pionek · a1 – Biała wieża · b1 – Biały skoczek · c1 – Biały goniec · d1 – Biały hetman · e1 – Biały król · f1 – Biały goniec · g1 – Biały skoczek · h1 – Biała wieża | a8 – Czarna wieża · c8 – Czarny goniec · d8 – Czarny hetman · e8 – Czarny król · f8 – Czarny goniec · g8 – Czarny skoczek · h8 – Czarna wieża · a7 – Czarny pionek · b7 – Czarny pionek · c7 – Czarny pionek · e7 – Czarny pionek · f7 – Czarny pionek · g7 – Czarny pionek · h7 – Czarny pionek · c6 – Czarny skoczek · d5 – Czarny pionek · c4 – Biały pionek · d4 – Biały pionek · a2 – Biały pionek · b2 – Biały pionek · e2 – Biały pionek · f2 – Biały pionek · g2 – Biały pionek · h2 – Biały pionek · a1 – Biała wieża · b1 – Biały skoczek · c1 – Biały goniec · d1 – Biały hetman · e1 – Biały król · f1 – Biały goniec · g1 – Biały skoczek · h1 – Biała wieża | a8 – Czarna wieża · c8 – Czarny goniec · d8 – Czarny hetman · e8 – Czarny król · f8 – Czarny goniec · g8 – Czarny skoczek · h8 – Czarna wieża · a7 – Czarny pionek · b7 – Czarny pionek · c7 – Czarny pionek · e7 – Czarny pionek · f7 – Czarny pionek · g7 – Czarny pionek · h7 – Czarny pionek · c6 – Czarny skoczek · d5 – Czarny pionek · c4 – Biały pionek · d4 – Biały pionek · a2 – Biały pionek · b2 – Biały pionek · e2 – Biały pionek · f2 – Biały pionek · g2 – Biały pionek · h2 – Biały pionek · a1 – Biała wieża · b1 – Biały skoczek · c1 – Biały goniec · d1 – Biały hetman · e1 – Biały król · f1 – Biały goniec · g1 – Biały skoczek · h1 – Biała wieża | a8 – Czarna wieża · c8 – Czarny goniec · d8 – Czarny hetman · e8 – Czarny król · f8 – Czarny goniec · g8 – Czarny skoczek · h8 – Czarna wieża · a7 – Czarny pionek · b7 – Czarny pionek · c7 – Czarny pionek · e7 – Czarny pionek · f7 – Czarny pionek · g7 – Czarny pionek · h7 – Czarny pionek · c6 – Czarny skoczek · d5 – Czarny pionek · c4 – Biały pionek · d4 – Biały pionek · a2 – Biały pionek · b2 – Biały pionek · e2 – Biały pionek · f2 – Biały pionek · g2 – Biały pionek · h2 – Biały pionek · a1 – Biała wieża · b1 – Biały skoczek · c1 – Biały goniec · d1 – Biały hetman · e1 – Biały król · f1 – Biały goniec · g1 – Biały skoczek · h1 – Biała wieża | a8 – Czarna wieża · c8 – Czarny goniec · d8 – Czarny hetman · e8 – Czarny król · f8 – Czarny goniec · g8 – Czarny skoczek · h8 – Czarna wieża · a7 – Czarny pionek · b7 – Czarny pionek · c7 – Czarny pionek · e7 – Czarny pionek · f7 – Czarny pionek · g7 – Czarny pionek · h7 – Czarny pionek · c6 – Czarny skoczek · d5 – Czarny pionek · c4 – Biały pionek · d4 – Biały pionek · a2 – Biały pionek · b2 – Biały pionek · e2 – Biały pionek · f2 – Biały pionek · g2 – Biały pionek · h2 – Biały pionek · a1 – Biała wieża · b1 – Biały skoczek · c1 – Biały goniec · d1 – Biały hetman · e1 – Biały król · f1 – Biały goniec · g1 – Biały skoczek · h1 – Biała wieża | 3 |
| 2 | a8 – Czarna wieża · c8 – Czarny goniec · d8 – Czarny hetman · e8 – Czarny król · f8 – Czarny goniec · g8 – Czarny skoczek · h8 – Czarna wieża · a7 – Czarny pionek · b7 – Czarny pionek · c7 – Czarny pionek · e7 – Czarny pionek · f7 – Czarny pionek · g7 – Czarny pionek · h7 – Czarny pionek · c6 – Czarny skoczek · d5 – Czarny pionek · c4 – Biały pionek · d4 – Biały pionek · a2 – Biały pionek · b2 – Biały pionek · e2 – Biały pionek · f2 – Biały pionek · g2 – Biały pionek · h2 – Biały pionek · a1 – Biała wieża · b1 – Biały skoczek · c1 – Biały goniec · d1 – Biały hetman · e1 – Biały król · f1 – Biały goniec · g1 – Biały skoczek · h1 – Biała wieża | a8 – Czarna wieża · c8 – Czarny goniec · d8 – Czarny hetman · e8 – Czarny król · f8 – Czarny goniec · g8 – Czarny skoczek · h8 – Czarna wieża · a7 – Czarny pionek · b7 – Czarny pionek · c7 – Czarny pionek · e7 – Czarny pionek · f7 – Czarny pionek · g7 – Czarny pionek · h7 – Czarny pionek · c6 – Czarny skoczek · d5 – Czarny pionek · c4 – Biały pionek · d4 – Biały pionek · a2 – Biały pionek · b2 – Biały pionek · e2 – Biały pionek · f2 – Biały pionek · g2 – Biały pionek · h2 – Biały pionek · a1 – Biała wieża · b1 – Biały skoczek · c1 – Biały goniec · d1 – Biały hetman · e1 – Biały król · f1 – Biały goniec · g1 – Biały skoczek · h1 – Biała wieża | a8 – Czarna wieża · c8 – Czarny goniec · d8 – Czarny hetman · e8 – Czarny król · f8 – Czarny goniec · g8 – Czarny skoczek · h8 – Czarna wieża · a7 – Czarny pionek · b7 – Czarny pionek · c7 – Czarny pionek · e7 – Czarny pionek · f7 – Czarny pionek · g7 – Czarny pionek · h7 – Czarny pionek · c6 – Czarny skoczek · d5 – Czarny pionek · c4 – Biały pionek · d4 – Biały pionek · a2 – Biały pionek · b2 – Biały pionek · e2 – Biały pionek · f2 – Biały pionek · g2 – Biały pionek · h2 – Biały pionek · a1 – Biała wieża · b1 – Biały skoczek · c1 – Biały goniec · d1 – Biały hetman · e1 – Biały król · f1 – Biały goniec · g1 – Biały skoczek · h1 – Biała wieża | a8 – Czarna wieża · c8 – Czarny goniec · d8 – Czarny hetman · e8 – Czarny król · f8 – Czarny goniec · g8 – Czarny skoczek · h8 – Czarna wieża · a7 – Czarny pionek · b7 – Czarny pionek · c7 – Czarny pionek · e7 – Czarny pionek · f7 – Czarny pionek · g7 – Czarny pionek · h7 – Czarny pionek · c6 – Czarny skoczek · d5 – Czarny pionek · c4 – Biały pionek · d4 – Biały pionek · a2 – Biały pionek · b2 – Biały pionek · e2 – Biały pionek · f2 – Biały pionek · g2 – Biały pionek · h2 – Biały pionek · a1 – Biała wieża · b1 – Biały skoczek · c1 – Biały goniec · d1 – Biały hetman · e1 – Biały król · f1 – Biały goniec · g1 – Biały skoczek · h1 – Biała wieża | a8 – Czarna wieża · c8 – Czarny goniec · d8 – Czarny hetman · e8 – Czarny król · f8 – Czarny goniec · g8 – Czarny skoczek · h8 – Czarna wieża · a7 – Czarny pionek · b7 – Czarny pionek · c7 – Czarny pionek · e7 – Czarny pionek · f7 – Czarny pionek · g7 – Czarny pionek · h7 – Czarny pionek · c6 – Czarny skoczek · d5 – Czarny pionek · c4 – Biały pionek · d4 – Biały pionek · a2 – Biały pionek · b2 – Biały pionek · e2 – Biały pionek · f2 – Biały pionek · g2 – Biały pionek · h2 – Biały pionek · a1 – Biała wieża · b1 – Biały skoczek · c1 – Biały goniec · d1 – Biały hetman · e1 – Biały król · f1 – Biały goniec · g1 – Biały skoczek · h1 – Biała wieża | a8 – Czarna wieża · c8 – Czarny goniec · d8 – Czarny hetman · e8 – Czarny król · f8 – Czarny goniec · g8 – Czarny skoczek · h8 – Czarna wieża · a7 – Czarny pionek · b7 – Czarny pionek · c7 – Czarny pionek · e7 – Czarny pionek · f7 – Czarny pionek · g7 – Czarny pionek · h7 – Czarny pionek · c6 – Czarny skoczek · d5 – Czarny pionek · c4 – Biały pionek · d4 – Biały pionek · a2 – Biały pionek · b2 – Biały pionek · e2 – Biały pionek · f2 – Biały pionek · g2 – Biały pionek · h2 – Biały pionek · a1 – Biała wieża · b1 – Biały skoczek · c1 – Biały goniec · d1 – Biały hetman · e1 – Biały król · f1 – Biały goniec · g1 – Biały skoczek · h1 – Biała wieża | a8 – Czarna wieża · c8 – Czarny goniec · d8 – Czarny hetman · e8 – Czarny król · f8 – Czarny goniec · g8 – Czarny skoczek · h8 – Czarna wieża · a7 – Czarny pionek · b7 – Czarny pionek · c7 – Czarny pionek · e7 – Czarny pionek · f7 – Czarny pionek · g7 – Czarny pionek · h7 – Czarny pionek · c6 – Czarny skoczek · d5 – Czarny pionek · c4 – Biały pionek · d4 – Biały pionek · a2 – Biały pionek · b2 – Biały pionek · e2 – Biały pionek · f2 – Biały pionek · g2 – Biały pionek · h2 – Biały pionek · a1 – Biała wieża · b1 – Biały skoczek · c1 – Biały goniec · d1 – Biały hetman · e1 – Biały król · f1 – Biały goniec · g1 – Biały skoczek · h1 – Biała wieża | a8 – Czarna wieża · c8 – Czarny goniec · d8 – Czarny hetman · e8 – Czarny król · f8 – Czarny goniec · g8 – Czarny skoczek · h8 – Czarna wieża · a7 – Czarny pionek · b7 – Czarny pionek · c7 – Czarny pionek · e7 – Czarny pionek · f7 – Czarny pionek · g7 – Czarny pionek · h7 – Czarny pionek · c6 – Czarny skoczek · d5 – Czarny pionek · c4 – Biały pionek · d4 – Biały pionek · a2 – Biały pionek · b2 – Biały pionek · e2 – Biały pionek · f2 – Biały pionek · g2 – Biały pionek · h2 – Biały pionek · a1 – Biała wieża · b1 – Biały skoczek · c1 – Biały goniec · d1 – Biały hetman · e1 – Biały król · f1 – Biały goniec · g1 – Biały skoczek · h1 – Biała wieża | 2 |
| 1 | a8 – Czarna wieża · c8 – Czarny goniec · d8 – Czarny hetman · e8 – Czarny król · f8 – Czarny goniec · g8 – Czarny skoczek · h8 – Czarna wieża · a7 – Czarny pionek · b7 – Czarny pionek · c7 – Czarny pionek · e7 – Czarny pionek · f7 – Czarny pionek · g7 – Czarny pionek · h7 – Czarny pionek · c6 – Czarny skoczek · d5 – Czarny pionek · c4 – Biały pionek · d4 – Biały pionek · a2 – Biały pionek · b2 – Biały pionek · e2 – Biały pionek · f2 – Biały pionek · g2 – Biały pionek · h2 – Biały pionek · a1 – Biała wieża · b1 – Biały skoczek · c1 – Biały goniec · d1 – Biały hetman · e1 – Biały król · f1 – Biały goniec · g1 – Biały skoczek · h1 – Biała wieża | a8 – Czarna wieża · c8 – Czarny goniec · d8 – Czarny hetman · e8 – Czarny król · f8 – Czarny goniec · g8 – Czarny skoczek · h8 – Czarna wieża · a7 – Czarny pionek · b7 – Czarny pionek · c7 – Czarny pionek · e7 – Czarny pionek · f7 – Czarny pionek · g7 – Czarny pionek · h7 – Czarny pionek · c6 – Czarny skoczek · d5 – Czarny pionek · c4 – Biały pionek · d4 – Biały pionek · a2 – Biały pionek · b2 – Biały pionek · e2 – Biały pionek · f2 – Biały pionek · g2 – Biały pionek · h2 – Biały pionek · a1 – Biała wieża · b1 – Biały skoczek · c1 – Biały goniec · d1 – Biały hetman · e1 – Biały król · f1 – Biały goniec · g1 – Biały skoczek · h1 – Biała wieża | a8 – Czarna wieża · c8 – Czarny goniec · d8 – Czarny hetman · e8 – Czarny król · f8 – Czarny goniec · g8 – Czarny skoczek · h8 – Czarna wieża · a7 – Czarny pionek · b7 – Czarny pionek · c7 – Czarny pionek · e7 – Czarny pionek · f7 – Czarny pionek · g7 – Czarny pionek · h7 – Czarny pionek · c6 – Czarny skoczek · d5 – Czarny pionek · c4 – Biały pionek · d4 – Biały pionek · a2 – Biały pionek · b2 – Biały pionek · e2 – Biały pionek · f2 – Biały pionek · g2 – Biały pionek · h2 – Biały pionek · a1 – Biała wieża · b1 – Biały skoczek · c1 – Biały goniec · d1 – Biały hetman · e1 – Biały król · f1 – Biały goniec · g1 – Biały skoczek · h1 – Biała wieża | a8 – Czarna wieża · c8 – Czarny goniec · d8 – Czarny hetman · e8 – Czarny król · f8 – Czarny goniec · g8 – Czarny skoczek · h8 – Czarna wieża · a7 – Czarny pionek · b7 – Czarny pionek · c7 – Czarny pionek · e7 – Czarny pionek · f7 – Czarny pionek · g7 – Czarny pionek · h7 – Czarny pionek · c6 – Czarny skoczek · d5 – Czarny pionek · c4 – Biały pionek · d4 – Biały pionek · a2 – Biały pionek · b2 – Biały pionek · e2 – Biały pionek · f2 – Biały pionek · g2 – Biały pionek · h2 – Biały pionek · a1 – Biała wieża · b1 – Biały skoczek · c1 – Biały goniec · d1 – Biały hetman · e1 – Biały król · f1 – Biały goniec · g1 – Biały skoczek · h1 – Biała wieża | a8 – Czarna wieża · c8 – Czarny goniec · d8 – Czarny hetman · e8 – Czarny król · f8 – Czarny goniec · g8 – Czarny skoczek · h8 – Czarna wieża · a7 – Czarny pionek · b7 – Czarny pionek · c7 – Czarny pionek · e7 – Czarny pionek · f7 – Czarny pionek · g7 – Czarny pionek · h7 – Czarny pionek · c6 – Czarny skoczek · d5 – Czarny pionek · c4 – Biały pionek · d4 – Biały pionek · a2 – Biały pionek · b2 – Biały pionek · e2 – Biały pionek · f2 – Biały pionek · g2 – Biały pionek · h2 – Biały pionek · a1 – Biała wieża · b1 – Biały skoczek · c1 – Biały goniec · d1 – Biały hetman · e1 – Biały król · f1 – Biały goniec · g1 – Biały skoczek · h1 – Biała wieża | a8 – Czarna wieża · c8 – Czarny goniec · d8 – Czarny hetman · e8 – Czarny król · f8 – Czarny goniec · g8 – Czarny skoczek · h8 – Czarna wieża · a7 – Czarny pionek · b7 – Czarny pionek · c7 – Czarny pionek · e7 – Czarny pionek · f7 – Czarny pionek · g7 – Czarny pionek · h7 – Czarny pionek · c6 – Czarny skoczek · d5 – Czarny pionek · c4 – Biały pionek · d4 – Biały pionek · a2 – Biały pionek · b2 – Biały pionek · e2 – Biały pionek · f2 – Biały pionek · g2 – Biały pionek · h2 – Biały pionek · a1 – Biała wieża · b1 – Biały skoczek · c1 – Biały goniec · d1 – Biały hetman · e1 – Biały król · f1 – Biały goniec · g1 – Biały skoczek · h1 – Biała wieża | a8 – Czarna wieża · c8 – Czarny goniec · d8 – Czarny hetman · e8 – Czarny król · f8 – Czarny goniec · g8 – Czarny skoczek · h8 – Czarna wieża · a7 – Czarny pionek · b7 – Czarny pionek · c7 – Czarny pionek · e7 – Czarny pionek · f7 – Czarny pionek · g7 – Czarny pionek · h7 – Czarny pionek · c6 – Czarny skoczek · d5 – Czarny pionek · c4 – Biały pionek · d4 – Biały pionek · a2 – Biały pionek · b2 – Biały pionek · e2 – Biały pionek · f2 – Biały pionek · g2 – Biały pionek · h2 – Biały pionek · a1 – Biała wieża · b1 – Biały skoczek · c1 – Biały goniec · d1 – Biały hetman · e1 – Biały król · f1 – Biały goniec · g1 – Biały skoczek · h1 – Biała wieża | a8 – Czarna wieża · c8 – Czarny goniec · d8 – Czarny hetman · e8 – Czarny król · f8 – Czarny goniec · g8 – Czarny skoczek · h8 – Czarna wieża · a7 – Czarny pionek · b7 – Czarny pionek · c7 – Czarny pionek · e7 – Czarny pionek · f7 – Czarny pionek · g7 – Czarny pionek · h7 – Czarny pionek · c6 – Czarny skoczek · d5 – Czarny pionek · c4 – Biały pionek · d4 – Biały pionek · a2 – Biały pionek · b2 – Biały pionek · e2 – Biały pionek · f2 – Biały pionek · g2 – Biały pionek · h2 – Biały pionek · a1 – Biała wieża · b1 – Biały skoczek · c1 – Biały goniec · d1 – Biały hetman · e1 – Biały król · f1 – Biały goniec · g1 – Biały skoczek · h1 – Biała wieża | 1 |
|   | a | b | c | d | e | f | g | h |   |

|   | a | b | c | d | e | f | g | h |   |
| 8 | a8 – Czarna wieża · c8 – Czarny goniec · f8 – Czarna wieża · g8 – Czarny król · c7 – Czarny hetman · e7 – Czarny goniec · f7 – Czarny pionek · g7 – Czarny pionek · h7 – Czarny pionek · a6 – Czarny pionek · d6 – Czarny pionek · f6 – Czarny skoczek · a5 – Czarny skoczek · b5 – Czarny pionek · c5 – Czarny pionek · e5 – Czarny pionek · d4 – Biały pionek · e4 – Biały pionek · c3 – Biały pionek · f3 – Biały skoczek · h3 – Biały pionek · a2 – Biały pionek · b2 – Biały pionek · c2 – Biały goniec · f2 – Biały pionek · g2 – Biały pionek · a1 – Biała wieża · b1 – Biały skoczek · c1 – Biały goniec · d1 – Biały hetman · e1 – Biała wieża · g1 – Biały król | a8 – Czarna wieża · c8 – Czarny goniec · f8 – Czarna wieża · g8 – Czarny król · c7 – Czarny hetman · e7 – Czarny goniec · f7 – Czarny pionek · g7 – Czarny pionek · h7 – Czarny pionek · a6 – Czarny pionek · d6 – Czarny pionek · f6 – Czarny skoczek · a5 – Czarny skoczek · b5 – Czarny pionek · c5 – Czarny pionek · e5 – Czarny pionek · d4 – Biały pionek · e4 – Biały pionek · c3 – Biały pionek · f3 – Biały skoczek · h3 – Biały pionek · a2 – Biały pionek · b2 – Biały pionek · c2 – Biały goniec · f2 – Biały pionek · g2 – Biały pionek · a1 – Biała wieża · b1 – Biały skoczek · c1 – Biały goniec · d1 – Biały hetman · e1 – Biała wieża · g1 – Biały król | a8 – Czarna wieża · c8 – Czarny goniec · f8 – Czarna wieża · g8 – Czarny król · c7 – Czarny hetman · e7 – Czarny goniec · f7 – Czarny pionek · g7 – Czarny pionek · h7 – Czarny pionek · a6 – Czarny pionek · d6 – Czarny pionek · f6 – Czarny skoczek · a5 – Czarny skoczek · b5 – Czarny pionek · c5 – Czarny pionek · e5 – Czarny pionek · d4 – Biały pionek · e4 – Biały pionek · c3 – Biały pionek · f3 – Biały skoczek · h3 – Biały pionek · a2 – Biały pionek · b2 – Biały pionek · c2 – Biały goniec · f2 – Biały pionek · g2 – Biały pionek · a1 – Biała wieża · b1 – Biały skoczek · c1 – Biały goniec · d1 – Biały hetman · e1 – Biała wieża · g1 – Biały król | a8 – Czarna wieża · c8 – Czarny goniec · f8 – Czarna wieża · g8 – Czarny król · c7 – Czarny hetman · e7 – Czarny goniec · f7 – Czarny pionek · g7 – Czarny pionek · h7 – Czarny pionek · a6 – Czarny pionek · d6 – Czarny pionek · f6 – Czarny skoczek · a5 – Czarny skoczek · b5 – Czarny pionek · c5 – Czarny pionek · e5 – Czarny pionek · d4 – Biały pionek · e4 – Biały pionek · c3 – Biały pionek · f3 – Biały skoczek · h3 – Biały pionek · a2 – Biały pionek · b2 – Biały pionek · c2 – Biały goniec · f2 – Biały pionek · g2 – Biały pionek · a1 – Biała wieża · b1 – Biały skoczek · c1 – Biały goniec · d1 – Biały hetman · e1 – Biała wieża · g1 – Biały król | a8 – Czarna wieża · c8 – Czarny goniec · f8 – Czarna wieża · g8 – Czarny król · c7 – Czarny hetman · e7 – Czarny goniec · f7 – Czarny pionek · g7 – Czarny pionek · h7 – Czarny pionek · a6 – Czarny pionek · d6 – Czarny pionek · f6 – Czarny skoczek · a5 – Czarny skoczek · b5 – Czarny pionek · c5 – Czarny pionek · e5 – Czarny pionek · d4 – Biały pionek · e4 – Biały pionek · c3 – Biały pionek · f3 – Biały skoczek · h3 – Biały pionek · a2 – Biały pionek · b2 – Biały pionek · c2 – Biały goniec · f2 – Biały pionek · g2 – Biały pionek · a1 – Biała wieża · b1 – Biały skoczek · c1 – Biały goniec · d1 – Biały hetman · e1 – Biała wieża · g1 – Biały król | a8 – Czarna wieża · c8 – Czarny goniec · f8 – Czarna wieża · g8 – Czarny król · c7 – Czarny hetman · e7 – Czarny goniec · f7 – Czarny pionek · g7 – Czarny pionek · h7 – Czarny pionek · a6 – Czarny pionek · d6 – Czarny pionek · f6 – Czarny skoczek · a5 – Czarny skoczek · b5 – Czarny pionek · c5 – Czarny pionek · e5 – Czarny pionek · d4 – Biały pionek · e4 – Biały pionek · c3 – Biały pionek · f3 – Biały skoczek · h3 – Biały pionek · a2 – Biały pionek · b2 – Biały pionek · c2 – Biały goniec · f2 – Biały pionek · g2 – Biały pionek · a1 – Biała wieża · b1 – Biały skoczek · c1 – Biały goniec · d1 – Biały hetman · e1 – Biała wieża · g1 – Biały król | a8 – Czarna wieża · c8 – Czarny goniec · f8 – Czarna wieża · g8 – Czarny król · c7 – Czarny hetman · e7 – Czarny goniec · f7 – Czarny pionek · g7 – Czarny pionek · h7 – Czarny pionek · a6 – Czarny pionek · d6 – Czarny pionek · f6 – Czarny skoczek · a5 – Czarny skoczek · b5 – Czarny pionek · c5 – Czarny pionek · e5 – Czarny pionek · d4 – Biały pionek · e4 – Biały pionek · c3 – Biały pionek · f3 – Biały skoczek · h3 – Biały pionek · a2 – Biały pionek · b2 – Biały pionek · c2 – Biały goniec · f2 – Biały pionek · g2 – Biały pionek · a1 – Biała wieża · b1 – Biały skoczek · c1 – Biały goniec · d1 – Biały hetman · e1 – Biała wieża · g1 – Biały król | a8 – Czarna wieża · c8 – Czarny goniec · f8 – Czarna wieża · g8 – Czarny król · c7 – Czarny hetman · e7 – Czarny goniec · f7 – Czarny pionek · g7 – Czarny pionek · h7 – Czarny pionek · a6 – Czarny pionek · d6 – Czarny pionek · f6 – Czarny skoczek · a5 – Czarny skoczek · b5 – Czarny pionek · c5 – Czarny pionek · e5 – Czarny pionek · d4 – Biały pionek · e4 – Biały pionek · c3 – Biały pionek · f3 – Biały skoczek · h3 – Biały pionek · a2 – Biały pionek · b2 – Biały pionek · c2 – Biały goniec · f2 – Biały pionek · g2 – Biały pionek · a1 – Biała wieża · b1 – Biały skoczek · c1 – Biały goniec · d1 – Biały hetman · e1 – Biała wieża · g1 – Biały król | 8 |
| 7 | a8 – Czarna wieża · c8 – Czarny goniec · f8 – Czarna wieża · g8 – Czarny król · c7 – Czarny hetman · e7 – Czarny goniec · f7 – Czarny pionek · g7 – Czarny pionek · h7 – Czarny pionek · a6 – Czarny pionek · d6 – Czarny pionek · f6 – Czarny skoczek · a5 – Czarny skoczek · b5 – Czarny pionek · c5 – Czarny pionek · e5 – Czarny pionek · d4 – Biały pionek · e4 – Biały pionek · c3 – Biały pionek · f3 – Biały skoczek · h3 – Biały pionek · a2 – Biały pionek · b2 – Biały pionek · c2 – Biały goniec · f2 – Biały pionek · g2 – Biały pionek · a1 – Biała wieża · b1 – Biały skoczek · c1 – Biały goniec · d1 – Biały hetman · e1 – Biała wieża · g1 – Biały król | a8 – Czarna wieża · c8 – Czarny goniec · f8 – Czarna wieża · g8 – Czarny król · c7 – Czarny hetman · e7 – Czarny goniec · f7 – Czarny pionek · g7 – Czarny pionek · h7 – Czarny pionek · a6 – Czarny pionek · d6 – Czarny pionek · f6 – Czarny skoczek · a5 – Czarny skoczek · b5 – Czarny pionek · c5 – Czarny pionek · e5 – Czarny pionek · d4 – Biały pionek · e4 – Biały pionek · c3 – Biały pionek · f3 – Biały skoczek · h3 – Biały pionek · a2 – Biały pionek · b2 – Biały pionek · c2 – Biały goniec · f2 – Biały pionek · g2 – Biały pionek · a1 – Biała wieża · b1 – Biały skoczek · c1 – Biały goniec · d1 – Biały hetman · e1 – Biała wieża · g1 – Biały król | a8 – Czarna wieża · c8 – Czarny goniec · f8 – Czarna wieża · g8 – Czarny król · c7 – Czarny hetman · e7 – Czarny goniec · f7 – Czarny pionek · g7 – Czarny pionek · h7 – Czarny pionek · a6 – Czarny pionek · d6 – Czarny pionek · f6 – Czarny skoczek · a5 – Czarny skoczek · b5 – Czarny pionek · c5 – Czarny pionek · e5 – Czarny pionek · d4 – Biały pionek · e4 – Biały pionek · c3 – Biały pionek · f3 – Biały skoczek · h3 – Biały pionek · a2 – Biały pionek · b2 – Biały pionek · c2 – Biały goniec · f2 – Biały pionek · g2 – Biały pionek · a1 – Biała wieża · b1 – Biały skoczek · c1 – Biały goniec · d1 – Biały hetman · e1 – Biała wieża · g1 – Biały król | a8 – Czarna wieża · c8 – Czarny goniec · f8 – Czarna wieża · g8 – Czarny król · c7 – Czarny hetman · e7 – Czarny goniec · f7 – Czarny pionek · g7 – Czarny pionek · h7 – Czarny pionek · a6 – Czarny pionek · d6 – Czarny pionek · f6 – Czarny skoczek · a5 – Czarny skoczek · b5 – Czarny pionek · c5 – Czarny pionek · e5 – Czarny pionek · d4 – Biały pionek · e4 – Biały pionek · c3 – Biały pionek · f3 – Biały skoczek · h3 – Biały pionek · a2 – Biały pionek · b2 – Biały pionek · c2 – Biały goniec · f2 – Biały pionek · g2 – Biały pionek · a1 – Biała wieża · b1 – Biały skoczek · c1 – Biały goniec · d1 – Biały hetman · e1 – Biała wieża · g1 – Biały król | a8 – Czarna wieża · c8 – Czarny goniec · f8 – Czarna wieża · g8 – Czarny król · c7 – Czarny hetman · e7 – Czarny goniec · f7 – Czarny pionek · g7 – Czarny pionek · h7 – Czarny pionek · a6 – Czarny pionek · d6 – Czarny pionek · f6 – Czarny skoczek · a5 – Czarny skoczek · b5 – Czarny pionek · c5 – Czarny pionek · e5 – Czarny pionek · d4 – Biały pionek · e4 – Biały pionek · c3 – Biały pionek · f3 – Biały skoczek · h3 – Biały pionek · a2 – Biały pionek · b2 – Biały pionek · c2 – Biały goniec · f2 – Biały pionek · g2 – Biały pionek · a1 – Biała wieża · b1 – Biały skoczek · c1 – Biały goniec · d1 – Biały hetman · e1 – Biała wieża · g1 – Biały król | a8 – Czarna wieża · c8 – Czarny goniec · f8 – Czarna wieża · g8 – Czarny król · c7 – Czarny hetman · e7 – Czarny goniec · f7 – Czarny pionek · g7 – Czarny pionek · h7 – Czarny pionek · a6 – Czarny pionek · d6 – Czarny pionek · f6 – Czarny skoczek · a5 – Czarny skoczek · b5 – Czarny pionek · c5 – Czarny pionek · e5 – Czarny pionek · d4 – Biały pionek · e4 – Biały pionek · c3 – Biały pionek · f3 – Biały skoczek · h3 – Biały pionek · a2 – Biały pionek · b2 – Biały pionek · c2 – Biały goniec · f2 – Biały pionek · g2 – Biały pionek · a1 – Biała wieża · b1 – Biały skoczek · c1 – Biały goniec · d1 – Biały hetman · e1 – Biała wieża · g1 – Biały król | a8 – Czarna wieża · c8 – Czarny goniec · f8 – Czarna wieża · g8 – Czarny król · c7 – Czarny hetman · e7 – Czarny goniec · f7 – Czarny pionek · g7 – Czarny pionek · h7 – Czarny pionek · a6 – Czarny pionek · d6 – Czarny pionek · f6 – Czarny skoczek · a5 – Czarny skoczek · b5 – Czarny pionek · c5 – Czarny pionek · e5 – Czarny pionek · d4 – Biały pionek · e4 – Biały pionek · c3 – Biały pionek · f3 – Biały skoczek · h3 – Biały pionek · a2 – Biały pionek · b2 – Biały pionek · c2 – Biały goniec · f2 – Biały pionek · g2 – Biały pionek · a1 – Biała wieża · b1 – Biały skoczek · c1 – Biały goniec · d1 – Biały hetman · e1 – Biała wieża · g1 – Biały król | a8 – Czarna wieża · c8 – Czarny goniec · f8 – Czarna wieża · g8 – Czarny król · c7 – Czarny hetman · e7 – Czarny goniec · f7 – Czarny pionek · g7 – Czarny pionek · h7 – Czarny pionek · a6 – Czarny pionek · d6 – Czarny pionek · f6 – Czarny skoczek · a5 – Czarny skoczek · b5 – Czarny pionek · c5 – Czarny pionek · e5 – Czarny pionek · d4 – Biały pionek · e4 – Biały pionek · c3 – Biały pionek · f3 – Biały skoczek · h3 – Biały pionek · a2 – Biały pionek · b2 – Biały pionek · c2 – Biały goniec · f2 – Biały pionek · g2 – Biały pionek · a1 – Biała wieża · b1 – Biały skoczek · c1 – Biały goniec · d1 – Biały hetman · e1 – Biała wieża · g1 – Biały król | 7 |
| 6 | a8 – Czarna wieża · c8 – Czarny goniec · f8 – Czarna wieża · g8 – Czarny król · c7 – Czarny hetman · e7 – Czarny goniec · f7 – Czarny pionek · g7 – Czarny pionek · h7 – Czarny pionek · a6 – Czarny pionek · d6 – Czarny pionek · f6 – Czarny skoczek · a5 – Czarny skoczek · b5 – Czarny pionek · c5 – Czarny pionek · e5 – Czarny pionek · d4 – Biały pionek · e4 – Biały pionek · c3 – Biały pionek · f3 – Biały skoczek · h3 – Biały pionek · a2 – Biały pionek · b2 – Biały pionek · c2 – Biały goniec · f2 – Biały pionek · g2 – Biały pionek · a1 – Biała wieża · b1 – Biały skoczek · c1 – Biały goniec · d1 – Biały hetman · e1 – Biała wieża · g1 – Biały król | a8 – Czarna wieża · c8 – Czarny goniec · f8 – Czarna wieża · g8 – Czarny król · c7 – Czarny hetman · e7 – Czarny goniec · f7 – Czarny pionek · g7 – Czarny pionek · h7 – Czarny pionek · a6 – Czarny pionek · d6 – Czarny pionek · f6 – Czarny skoczek · a5 – Czarny skoczek · b5 – Czarny pionek · c5 – Czarny pionek · e5 – Czarny pionek · d4 – Biały pionek · e4 – Biały pionek · c3 – Biały pionek · f3 – Biały skoczek · h3 – Biały pionek · a2 – Biały pionek · b2 – Biały pionek · c2 – Biały goniec · f2 – Biały pionek · g2 – Biały pionek · a1 – Biała wieża · b1 – Biały skoczek · c1 – Biały goniec · d1 – Biały hetman · e1 – Biała wieża · g1 – Biały król | a8 – Czarna wieża · c8 – Czarny goniec · f8 – Czarna wieża · g8 – Czarny król · c7 – Czarny hetman · e7 – Czarny goniec · f7 – Czarny pionek · g7 – Czarny pionek · h7 – Czarny pionek · a6 – Czarny pionek · d6 – Czarny pionek · f6 – Czarny skoczek · a5 – Czarny skoczek · b5 – Czarny pionek · c5 – Czarny pionek · e5 – Czarny pionek · d4 – Biały pionek · e4 – Biały pionek · c3 – Biały pionek · f3 – Biały skoczek · h3 – Biały pionek · a2 – Biały pionek · b2 – Biały pionek · c2 – Biały goniec · f2 – Biały pionek · g2 – Biały pionek · a1 – Biała wieża · b1 – Biały skoczek · c1 – Biały goniec · d1 – Biały hetman · e1 – Biała wieża · g1 – Biały król | a8 – Czarna wieża · c8 – Czarny goniec · f8 – Czarna wieża · g8 – Czarny król · c7 – Czarny hetman · e7 – Czarny goniec · f7 – Czarny pionek · g7 – Czarny pionek · h7 – Czarny pionek · a6 – Czarny pionek · d6 – Czarny pionek · f6 – Czarny skoczek · a5 – Czarny skoczek · b5 – Czarny pionek · c5 – Czarny pionek · e5 – Czarny pionek · d4 – Biały pionek · e4 – Biały pionek · c3 – Biały pionek · f3 – Biały skoczek · h3 – Biały pionek · a2 – Biały pionek · b2 – Biały pionek · c2 – Biały goniec · f2 – Biały pionek · g2 – Biały pionek · a1 – Biała wieża · b1 – Biały skoczek · c1 – Biały goniec · d1 – Biały hetman · e1 – Biała wieża · g1 – Biały król | a8 – Czarna wieża · c8 – Czarny goniec · f8 – Czarna wieża · g8 – Czarny król · c7 – Czarny hetman · e7 – Czarny goniec · f7 – Czarny pionek · g7 – Czarny pionek · h7 – Czarny pionek · a6 – Czarny pionek · d6 – Czarny pionek · f6 – Czarny skoczek · a5 – Czarny skoczek · b5 – Czarny pionek · c5 – Czarny pionek · e5 – Czarny pionek · d4 – Biały pionek · e4 – Biały pionek · c3 – Biały pionek · f3 – Biały skoczek · h3 – Biały pionek · a2 – Biały pionek · b2 – Biały pionek · c2 – Biały goniec · f2 – Biały pionek · g2 – Biały pionek · a1 – Biała wieża · b1 – Biały skoczek · c1 – Biały goniec · d1 – Biały hetman · e1 – Biała wieża · g1 – Biały król | a8 – Czarna wieża · c8 – Czarny goniec · f8 – Czarna wieża · g8 – Czarny król · c7 – Czarny hetman · e7 – Czarny goniec · f7 – Czarny pionek · g7 – Czarny pionek · h7 – Czarny pionek · a6 – Czarny pionek · d6 – Czarny pionek · f6 – Czarny skoczek · a5 – Czarny skoczek · b5 – Czarny pionek · c5 – Czarny pionek · e5 – Czarny pionek · d4 – Biały pionek · e4 – Biały pionek · c3 – Biały pionek · f3 – Biały skoczek · h3 – Biały pionek · a2 – Biały pionek · b2 – Biały pionek · c2 – Biały goniec · f2 – Biały pionek · g2 – Biały pionek · a1 – Biała wieża · b1 – Biały skoczek · c1 – Biały goniec · d1 – Biały hetman · e1 – Biała wieża · g1 – Biały król | a8 – Czarna wieża · c8 – Czarny goniec · f8 – Czarna wieża · g8 – Czarny król · c7 – Czarny hetman · e7 – Czarny goniec · f7 – Czarny pionek · g7 – Czarny pionek · h7 – Czarny pionek · a6 – Czarny pionek · d6 – Czarny pionek · f6 – Czarny skoczek · a5 – Czarny skoczek · b5 – Czarny pionek · c5 – Czarny pionek · e5 – Czarny pionek · d4 – Biały pionek · e4 – Biały pionek · c3 – Biały pionek · f3 – Biały skoczek · h3 – Biały pionek · a2 – Biały pionek · b2 – Biały pionek · c2 – Biały goniec · f2 – Biały pionek · g2 – Biały pionek · a1 – Biała wieża · b1 – Biały skoczek · c1 – Biały goniec · d1 – Biały hetman · e1 – Biała wieża · g1 – Biały król | a8 – Czarna wieża · c8 – Czarny goniec · f8 – Czarna wieża · g8 – Czarny król · c7 – Czarny hetman · e7 – Czarny goniec · f7 – Czarny pionek · g7 – Czarny pionek · h7 – Czarny pionek · a6 – Czarny pionek · d6 – Czarny pionek · f6 – Czarny skoczek · a5 – Czarny skoczek · b5 – Czarny pionek · c5 – Czarny pionek · e5 – Czarny pionek · d4 – Biały pionek · e4 – Biały pionek · c3 – Biały pionek · f3 – Biały skoczek · h3 – Biały pionek · a2 – Biały pionek · b2 – Biały pionek · c2 – Biały goniec · f2 – Biały pionek · g2 – Biały pionek · a1 – Biała wieża · b1 – Biały skoczek · c1 – Biały goniec · d1 – Biały hetman · e1 – Biała wieża · g1 – Biały król | 6 |
| 5 | a8 – Czarna wieża · c8 – Czarny goniec · f8 – Czarna wieża · g8 – Czarny król · c7 – Czarny hetman · e7 – Czarny goniec · f7 – Czarny pionek · g7 – Czarny pionek · h7 – Czarny pionek · a6 – Czarny pionek · d6 – Czarny pionek · f6 – Czarny skoczek · a5 – Czarny skoczek · b5 – Czarny pionek · c5 – Czarny pionek · e5 – Czarny pionek · d4 – Biały pionek · e4 – Biały pionek · c3 – Biały pionek · f3 – Biały skoczek · h3 – Biały pionek · a2 – Biały pionek · b2 – Biały pionek · c2 – Biały goniec · f2 – Biały pionek · g2 – Biały pionek · a1 – Biała wieża · b1 – Biały skoczek · c1 – Biały goniec · d1 – Biały hetman · e1 – Biała wieża · g1 – Biały król | a8 – Czarna wieża · c8 – Czarny goniec · f8 – Czarna wieża · g8 – Czarny król · c7 – Czarny hetman · e7 – Czarny goniec · f7 – Czarny pionek · g7 – Czarny pionek · h7 – Czarny pionek · a6 – Czarny pionek · d6 – Czarny pionek · f6 – Czarny skoczek · a5 – Czarny skoczek · b5 – Czarny pionek · c5 – Czarny pionek · e5 – Czarny pionek · d4 – Biały pionek · e4 – Biały pionek · c3 – Biały pionek · f3 – Biały skoczek · h3 – Biały pionek · a2 – Biały pionek · b2 – Biały pionek · c2 – Biały goniec · f2 – Biały pionek · g2 – Biały pionek · a1 – Biała wieża · b1 – Biały skoczek · c1 – Biały goniec · d1 – Biały hetman · e1 – Biała wieża · g1 – Biały król | a8 – Czarna wieża · c8 – Czarny goniec · f8 – Czarna wieża · g8 – Czarny król · c7 – Czarny hetman · e7 – Czarny goniec · f7 – Czarny pionek · g7 – Czarny pionek · h7 – Czarny pionek · a6 – Czarny pionek · d6 – Czarny pionek · f6 – Czarny skoczek · a5 – Czarny skoczek · b5 – Czarny pionek · c5 – Czarny pionek · e5 – Czarny pionek · d4 – Biały pionek · e4 – Biały pionek · c3 – Biały pionek · f3 – Biały skoczek · h3 – Biały pionek · a2 – Biały pionek · b2 – Biały pionek · c2 – Biały goniec · f2 – Biały pionek · g2 – Biały pionek · a1 – Biała wieża · b1 – Biały skoczek · c1 – Biały goniec · d1 – Biały hetman · e1 – Biała wieża · g1 – Biały król | a8 – Czarna wieża · c8 – Czarny goniec · f8 – Czarna wieża · g8 – Czarny król · c7 – Czarny hetman · e7 – Czarny goniec · f7 – Czarny pionek · g7 – Czarny pionek · h7 – Czarny pionek · a6 – Czarny pionek · d6 – Czarny pionek · f6 – Czarny skoczek · a5 – Czarny skoczek · b5 – Czarny pionek · c5 – Czarny pionek · e5 – Czarny pionek · d4 – Biały pionek · e4 – Biały pionek · c3 – Biały pionek · f3 – Biały skoczek · h3 – Biały pionek · a2 – Biały pionek · b2 – Biały pionek · c2 – Biały goniec · f2 – Biały pionek · g2 – Biały pionek · a1 – Biała wieża · b1 – Biały skoczek · c1 – Biały goniec · d1 – Biały hetman · e1 – Biała wieża · g1 – Biały król | a8 – Czarna wieża · c8 – Czarny goniec · f8 – Czarna wieża · g8 – Czarny król · c7 – Czarny hetman · e7 – Czarny goniec · f7 – Czarny pionek · g7 – Czarny pionek · h7 – Czarny pionek · a6 – Czarny pionek · d6 – Czarny pionek · f6 – Czarny skoczek · a5 – Czarny skoczek · b5 – Czarny pionek · c5 – Czarny pionek · e5 – Czarny pionek · d4 – Biały pionek · e4 – Biały pionek · c3 – Biały pionek · f3 – Biały skoczek · h3 – Biały pionek · a2 – Biały pionek · b2 – Biały pionek · c2 – Biały goniec · f2 – Biały pionek · g2 – Biały pionek · a1 – Biała wieża · b1 – Biały skoczek · c1 – Biały goniec · d1 – Biały hetman · e1 – Biała wieża · g1 – Biały król | a8 – Czarna wieża · c8 – Czarny goniec · f8 – Czarna wieża · g8 – Czarny król · c7 – Czarny hetman · e7 – Czarny goniec · f7 – Czarny pionek · g7 – Czarny pionek · h7 – Czarny pionek · a6 – Czarny pionek · d6 – Czarny pionek · f6 – Czarny skoczek · a5 – Czarny skoczek · b5 – Czarny pionek · c5 – Czarny pionek · e5 – Czarny pionek · d4 – Biały pionek · e4 – Biały pionek · c3 – Biały pionek · f3 – Biały skoczek · h3 – Biały pionek · a2 – Biały pionek · b2 – Biały pionek · c2 – Biały goniec · f2 – Biały pionek · g2 – Biały pionek · a1 – Biała wieża · b1 – Biały skoczek · c1 – Biały goniec · d1 – Biały hetman · e1 – Biała wieża · g1 – Biały król | a8 – Czarna wieża · c8 – Czarny goniec · f8 – Czarna wieża · g8 – Czarny król · c7 – Czarny hetman · e7 – Czarny goniec · f7 – Czarny pionek · g7 – Czarny pionek · h7 – Czarny pionek · a6 – Czarny pionek · d6 – Czarny pionek · f6 – Czarny skoczek · a5 – Czarny skoczek · b5 – Czarny pionek · c5 – Czarny pionek · e5 – Czarny pionek · d4 – Biały pionek · e4 – Biały pionek · c3 – Biały pionek · f3 – Biały skoczek · h3 – Biały pionek · a2 – Biały pionek · b2 – Biały pionek · c2 – Biały goniec · f2 – Biały pionek · g2 – Biały pionek · a1 – Biała wieża · b1 – Biały skoczek · c1 – Biały goniec · d1 – Biały hetman · e1 – Biała wieża · g1 – Biały król | a8 – Czarna wieża · c8 – Czarny goniec · f8 – Czarna wieża · g8 – Czarny król · c7 – Czarny hetman · e7 – Czarny goniec · f7 – Czarny pionek · g7 – Czarny pionek · h7 – Czarny pionek · a6 – Czarny pionek · d6 – Czarny pionek · f6 – Czarny skoczek · a5 – Czarny skoczek · b5 – Czarny pionek · c5 – Czarny pionek · e5 – Czarny pionek · d4 – Biały pionek · e4 – Biały pionek · c3 – Biały pionek · f3 – Biały skoczek · h3 – Biały pionek · a2 – Biały pionek · b2 – Biały pionek · c2 – Biały goniec · f2 – Biały pionek · g2 – Biały pionek · a1 – Biała wieża · b1 – Biały skoczek · c1 – Biały goniec · d1 – Biały hetman · e1 – Biała wieża · g1 – Biały król | 5 |
| 4 | a8 – Czarna wieża · c8 – Czarny goniec · f8 – Czarna wieża · g8 – Czarny król · c7 – Czarny hetman · e7 – Czarny goniec · f7 – Czarny pionek · g7 – Czarny pionek · h7 – Czarny pionek · a6 – Czarny pionek · d6 – Czarny pionek · f6 – Czarny skoczek · a5 – Czarny skoczek · b5 – Czarny pionek · c5 – Czarny pionek · e5 – Czarny pionek · d4 – Biały pionek · e4 – Biały pionek · c3 – Biały pionek · f3 – Biały skoczek · h3 – Biały pionek · a2 – Biały pionek · b2 – Biały pionek · c2 – Biały goniec · f2 – Biały pionek · g2 – Biały pionek · a1 – Biała wieża · b1 – Biały skoczek · c1 – Biały goniec · d1 – Biały hetman · e1 – Biała wieża · g1 – Biały król | a8 – Czarna wieża · c8 – Czarny goniec · f8 – Czarna wieża · g8 – Czarny król · c7 – Czarny hetman · e7 – Czarny goniec · f7 – Czarny pionek · g7 – Czarny pionek · h7 – Czarny pionek · a6 – Czarny pionek · d6 – Czarny pionek · f6 – Czarny skoczek · a5 – Czarny skoczek · b5 – Czarny pionek · c5 – Czarny pionek · e5 – Czarny pionek · d4 – Biały pionek · e4 – Biały pionek · c3 – Biały pionek · f3 – Biały skoczek · h3 – Biały pionek · a2 – Biały pionek · b2 – Biały pionek · c2 – Biały goniec · f2 – Biały pionek · g2 – Biały pionek · a1 – Biała wieża · b1 – Biały skoczek · c1 – Biały goniec · d1 – Biały hetman · e1 – Biała wieża · g1 – Biały król | a8 – Czarna wieża · c8 – Czarny goniec · f8 – Czarna wieża · g8 – Czarny król · c7 – Czarny hetman · e7 – Czarny goniec · f7 – Czarny pionek · g7 – Czarny pionek · h7 – Czarny pionek · a6 – Czarny pionek · d6 – Czarny pionek · f6 – Czarny skoczek · a5 – Czarny skoczek · b5 – Czarny pionek · c5 – Czarny pionek · e5 – Czarny pionek · d4 – Biały pionek · e4 – Biały pionek · c3 – Biały pionek · f3 – Biały skoczek · h3 – Biały pionek · a2 – Biały pionek · b2 – Biały pionek · c2 – Biały goniec · f2 – Biały pionek · g2 – Biały pionek · a1 – Biała wieża · b1 – Biały skoczek · c1 – Biały goniec · d1 – Biały hetman · e1 – Biała wieża · g1 – Biały król | a8 – Czarna wieża · c8 – Czarny goniec · f8 – Czarna wieża · g8 – Czarny król · c7 – Czarny hetman · e7 – Czarny goniec · f7 – Czarny pionek · g7 – Czarny pionek · h7 – Czarny pionek · a6 – Czarny pionek · d6 – Czarny pionek · f6 – Czarny skoczek · a5 – Czarny skoczek · b5 – Czarny pionek · c5 – Czarny pionek · e5 – Czarny pionek · d4 – Biały pionek · e4 – Biały pionek · c3 – Biały pionek · f3 – Biały skoczek · h3 – Biały pionek · a2 – Biały pionek · b2 – Biały pionek · c2 – Biały goniec · f2 – Biały pionek · g2 – Biały pionek · a1 – Biała wieża · b1 – Biały skoczek · c1 – Biały goniec · d1 – Biały hetman · e1 – Biała wieża · g1 – Biały król | a8 – Czarna wieża · c8 – Czarny goniec · f8 – Czarna wieża · g8 – Czarny król · c7 – Czarny hetman · e7 – Czarny goniec · f7 – Czarny pionek · g7 – Czarny pionek · h7 – Czarny pionek · a6 – Czarny pionek · d6 – Czarny pionek · f6 – Czarny skoczek · a5 – Czarny skoczek · b5 – Czarny pionek · c5 – Czarny pionek · e5 – Czarny pionek · d4 – Biały pionek · e4 – Biały pionek · c3 – Biały pionek · f3 – Biały skoczek · h3 – Biały pionek · a2 – Biały pionek · b2 – Biały pionek · c2 – Biały goniec · f2 – Biały pionek · g2 – Biały pionek · a1 – Biała wieża · b1 – Biały skoczek · c1 – Biały goniec · d1 – Biały hetman · e1 – Biała wieża · g1 – Biały król | a8 – Czarna wieża · c8 – Czarny goniec · f8 – Czarna wieża · g8 – Czarny król · c7 – Czarny hetman · e7 – Czarny goniec · f7 – Czarny pionek · g7 – Czarny pionek · h7 – Czarny pionek · a6 – Czarny pionek · d6 – Czarny pionek · f6 – Czarny skoczek · a5 – Czarny skoczek · b5 – Czarny pionek · c5 – Czarny pionek · e5 – Czarny pionek · d4 – Biały pionek · e4 – Biały pionek · c3 – Biały pionek · f3 – Biały skoczek · h3 – Biały pionek · a2 – Biały pionek · b2 – Biały pionek · c2 – Biały goniec · f2 – Biały pionek · g2 – Biały pionek · a1 – Biała wieża · b1 – Biały skoczek · c1 – Biały goniec · d1 – Biały hetman · e1 – Biała wieża · g1 – Biały król | a8 – Czarna wieża · c8 – Czarny goniec · f8 – Czarna wieża · g8 – Czarny król · c7 – Czarny hetman · e7 – Czarny goniec · f7 – Czarny pionek · g7 – Czarny pionek · h7 – Czarny pionek · a6 – Czarny pionek · d6 – Czarny pionek · f6 – Czarny skoczek · a5 – Czarny skoczek · b5 – Czarny pionek · c5 – Czarny pionek · e5 – Czarny pionek · d4 – Biały pionek · e4 – Biały pionek · c3 – Biały pionek · f3 – Biały skoczek · h3 – Biały pionek · a2 – Biały pionek · b2 – Biały pionek · c2 – Biały goniec · f2 – Biały pionek · g2 – Biały pionek · a1 – Biała wieża · b1 – Biały skoczek · c1 – Biały goniec · d1 – Biały hetman · e1 – Biała wieża · g1 – Biały król | a8 – Czarna wieża · c8 – Czarny goniec · f8 – Czarna wieża · g8 – Czarny król · c7 – Czarny hetman · e7 – Czarny goniec · f7 – Czarny pionek · g7 – Czarny pionek · h7 – Czarny pionek · a6 – Czarny pionek · d6 – Czarny pionek · f6 – Czarny skoczek · a5 – Czarny skoczek · b5 – Czarny pionek · c5 – Czarny pionek · e5 – Czarny pionek · d4 – Biały pionek · e4 – Biały pionek · c3 – Biały pionek · f3 – Biały skoczek · h3 – Biały pionek · a2 – Biały pionek · b2 – Biały pionek · c2 – Biały goniec · f2 – Biały pionek · g2 – Biały pionek · a1 – Biała wieża · b1 – Biały skoczek · c1 – Biały goniec · d1 – Biały hetman · e1 – Biała wieża · g1 – Biały król | 4 |
| 3 | a8 – Czarna wieża · c8 – Czarny goniec · f8 – Czarna wieża · g8 – Czarny król · c7 – Czarny hetman · e7 – Czarny goniec · f7 – Czarny pionek · g7 – Czarny pionek · h7 – Czarny pionek · a6 – Czarny pionek · d6 – Czarny pionek · f6 – Czarny skoczek · a5 – Czarny skoczek · b5 – Czarny pionek · c5 – Czarny pionek · e5 – Czarny pionek · d4 – Biały pionek · e4 – Biały pionek · c3 – Biały pionek · f3 – Biały skoczek · h3 – Biały pionek · a2 – Biały pionek · b2 – Biały pionek · c2 – Biały goniec · f2 – Biały pionek · g2 – Biały pionek · a1 – Biała wieża · b1 – Biały skoczek · c1 – Biały goniec · d1 – Biały hetman · e1 – Biała wieża · g1 – Biały król | a8 – Czarna wieża · c8 – Czarny goniec · f8 – Czarna wieża · g8 – Czarny król · c7 – Czarny hetman · e7 – Czarny goniec · f7 – Czarny pionek · g7 – Czarny pionek · h7 – Czarny pionek · a6 – Czarny pionek · d6 – Czarny pionek · f6 – Czarny skoczek · a5 – Czarny skoczek · b5 – Czarny pionek · c5 – Czarny pionek · e5 – Czarny pionek · d4 – Biały pionek · e4 – Biały pionek · c3 – Biały pionek · f3 – Biały skoczek · h3 – Biały pionek · a2 – Biały pionek · b2 – Biały pionek · c2 – Biały goniec · f2 – Biały pionek · g2 – Biały pionek · a1 – Biała wieża · b1 – Biały skoczek · c1 – Biały goniec · d1 – Biały hetman · e1 – Biała wieża · g1 – Biały król | a8 – Czarna wieża · c8 – Czarny goniec · f8 – Czarna wieża · g8 – Czarny król · c7 – Czarny hetman · e7 – Czarny goniec · f7 – Czarny pionek · g7 – Czarny pionek · h7 – Czarny pionek · a6 – Czarny pionek · d6 – Czarny pionek · f6 – Czarny skoczek · a5 – Czarny skoczek · b5 – Czarny pionek · c5 – Czarny pionek · e5 – Czarny pionek · d4 – Biały pionek · e4 – Biały pionek · c3 – Biały pionek · f3 – Biały skoczek · h3 – Biały pionek · a2 – Biały pionek · b2 – Biały pionek · c2 – Biały goniec · f2 – Biały pionek · g2 – Biały pionek · a1 – Biała wieża · b1 – Biały skoczek · c1 – Biały goniec · d1 – Biały hetman · e1 – Biała wieża · g1 – Biały król | a8 – Czarna wieża · c8 – Czarny goniec · f8 – Czarna wieża · g8 – Czarny król · c7 – Czarny hetman · e7 – Czarny goniec · f7 – Czarny pionek · g7 – Czarny pionek · h7 – Czarny pionek · a6 – Czarny pionek · d6 – Czarny pionek · f6 – Czarny skoczek · a5 – Czarny skoczek · b5 – Czarny pionek · c5 – Czarny pionek · e5 – Czarny pionek · d4 – Biały pionek · e4 – Biały pionek · c3 – Biały pionek · f3 – Biały skoczek · h3 – Biały pionek · a2 – Biały pionek · b2 – Biały pionek · c2 – Biały goniec · f2 – Biały pionek · g2 – Biały pionek · a1 – Biała wieża · b1 – Biały skoczek · c1 – Biały goniec · d1 – Biały hetman · e1 – Biała wieża · g1 – Biały król | a8 – Czarna wieża · c8 – Czarny goniec · f8 – Czarna wieża · g8 – Czarny król · c7 – Czarny hetman · e7 – Czarny goniec · f7 – Czarny pionek · g7 – Czarny pionek · h7 – Czarny pionek · a6 – Czarny pionek · d6 – Czarny pionek · f6 – Czarny skoczek · a5 – Czarny skoczek · b5 – Czarny pionek · c5 – Czarny pionek · e5 – Czarny pionek · d4 – Biały pionek · e4 – Biały pionek · c3 – Biały pionek · f3 – Biały skoczek · h3 – Biały pionek · a2 – Biały pionek · b2 – Biały pionek · c2 – Biały goniec · f2 – Biały pionek · g2 – Biały pionek · a1 – Biała wieża · b1 – Biały skoczek · c1 – Biały goniec · d1 – Biały hetman · e1 – Biała wieża · g1 – Biały król | a8 – Czarna wieża · c8 – Czarny goniec · f8 – Czarna wieża · g8 – Czarny król · c7 – Czarny hetman · e7 – Czarny goniec · f7 – Czarny pionek · g7 – Czarny pionek · h7 – Czarny pionek · a6 – Czarny pionek · d6 – Czarny pionek · f6 – Czarny skoczek · a5 – Czarny skoczek · b5 – Czarny pionek · c5 – Czarny pionek · e5 – Czarny pionek · d4 – Biały pionek · e4 – Biały pionek · c3 – Biały pionek · f3 – Biały skoczek · h3 – Biały pionek · a2 – Biały pionek · b2 – Biały pionek · c2 – Biały goniec · f2 – Biały pionek · g2 – Biały pionek · a1 – Biała wieża · b1 – Biały skoczek · c1 – Biały goniec · d1 – Biały hetman · e1 – Biała wieża · g1 – Biały król | a8 – Czarna wieża · c8 – Czarny goniec · f8 – Czarna wieża · g8 – Czarny król · c7 – Czarny hetman · e7 – Czarny goniec · f7 – Czarny pionek · g7 – Czarny pionek · h7 – Czarny pionek · a6 – Czarny pionek · d6 – Czarny pionek · f6 – Czarny skoczek · a5 – Czarny skoczek · b5 – Czarny pionek · c5 – Czarny pionek · e5 – Czarny pionek · d4 – Biały pionek · e4 – Biały pionek · c3 – Biały pionek · f3 – Biały skoczek · h3 – Biały pionek · a2 – Biały pionek · b2 – Biały pionek · c2 – Biały goniec · f2 – Biały pionek · g2 – Biały pionek · a1 – Biała wieża · b1 – Biały skoczek · c1 – Biały goniec · d1 – Biały hetman · e1 – Biała wieża · g1 – Biały król | a8 – Czarna wieża · c8 – Czarny goniec · f8 – Czarna wieża · g8 – Czarny król · c7 – Czarny hetman · e7 – Czarny goniec · f7 – Czarny pionek · g7 – Czarny pionek · h7 – Czarny pionek · a6 – Czarny pionek · d6 – Czarny pionek · f6 – Czarny skoczek · a5 – Czarny skoczek · b5 – Czarny pionek · c5 – Czarny pionek · e5 – Czarny pionek · d4 – Biały pionek · e4 – Biały pionek · c3 – Biały pionek · f3 – Biały skoczek · h3 – Biały pionek · a2 – Biały pionek · b2 – Biały pionek · c2 – Biały goniec · f2 – Biały pionek · g2 – Biały pionek · a1 – Biała wieża · b1 – Biały skoczek · c1 – Biały goniec · d1 – Biały hetman · e1 – Biała wieża · g1 – Biały król | 3 |
| 2 | a8 – Czarna wieża · c8 – Czarny goniec · f8 – Czarna wieża · g8 – Czarny król · c7 – Czarny hetman · e7 – Czarny goniec · f7 – Czarny pionek · g7 – Czarny pionek · h7 – Czarny pionek · a6 – Czarny pionek · d6 – Czarny pionek · f6 – Czarny skoczek · a5 – Czarny skoczek · b5 – Czarny pionek · c5 – Czarny pionek · e5 – Czarny pionek · d4 – Biały pionek · e4 – Biały pionek · c3 – Biały pionek · f3 – Biały skoczek · h3 – Biały pionek · a2 – Biały pionek · b2 – Biały pionek · c2 – Biały goniec · f2 – Biały pionek · g2 – Biały pionek · a1 – Biała wieża · b1 – Biały skoczek · c1 – Biały goniec · d1 – Biały hetman · e1 – Biała wieża · g1 – Biały król | a8 – Czarna wieża · c8 – Czarny goniec · f8 – Czarna wieża · g8 – Czarny król · c7 – Czarny hetman · e7 – Czarny goniec · f7 – Czarny pionek · g7 – Czarny pionek · h7 – Czarny pionek · a6 – Czarny pionek · d6 – Czarny pionek · f6 – Czarny skoczek · a5 – Czarny skoczek · b5 – Czarny pionek · c5 – Czarny pionek · e5 – Czarny pionek · d4 – Biały pionek · e4 – Biały pionek · c3 – Biały pionek · f3 – Biały skoczek · h3 – Biały pionek · a2 – Biały pionek · b2 – Biały pionek · c2 – Biały goniec · f2 – Biały pionek · g2 – Biały pionek · a1 – Biała wieża · b1 – Biały skoczek · c1 – Biały goniec · d1 – Biały hetman · e1 – Biała wieża · g1 – Biały król | a8 – Czarna wieża · c8 – Czarny goniec · f8 – Czarna wieża · g8 – Czarny król · c7 – Czarny hetman · e7 – Czarny goniec · f7 – Czarny pionek · g7 – Czarny pionek · h7 – Czarny pionek · a6 – Czarny pionek · d6 – Czarny pionek · f6 – Czarny skoczek · a5 – Czarny skoczek · b5 – Czarny pionek · c5 – Czarny pionek · e5 – Czarny pionek · d4 – Biały pionek · e4 – Biały pionek · c3 – Biały pionek · f3 – Biały skoczek · h3 – Biały pionek · a2 – Biały pionek · b2 – Biały pionek · c2 – Biały goniec · f2 – Biały pionek · g2 – Biały pionek · a1 – Biała wieża · b1 – Biały skoczek · c1 – Biały goniec · d1 – Biały hetman · e1 – Biała wieża · g1 – Biały król | a8 – Czarna wieża · c8 – Czarny goniec · f8 – Czarna wieża · g8 – Czarny król · c7 – Czarny hetman · e7 – Czarny goniec · f7 – Czarny pionek · g7 – Czarny pionek · h7 – Czarny pionek · a6 – Czarny pionek · d6 – Czarny pionek · f6 – Czarny skoczek · a5 – Czarny skoczek · b5 – Czarny pionek · c5 – Czarny pionek · e5 – Czarny pionek · d4 – Biały pionek · e4 – Biały pionek · c3 – Biały pionek · f3 – Biały skoczek · h3 – Biały pionek · a2 – Biały pionek · b2 – Biały pionek · c2 – Biały goniec · f2 – Biały pionek · g2 – Biały pionek · a1 – Biała wieża · b1 – Biały skoczek · c1 – Biały goniec · d1 – Biały hetman · e1 – Biała wieża · g1 – Biały król | a8 – Czarna wieża · c8 – Czarny goniec · f8 – Czarna wieża · g8 – Czarny król · c7 – Czarny hetman · e7 – Czarny goniec · f7 – Czarny pionek · g7 – Czarny pionek · h7 – Czarny pionek · a6 – Czarny pionek · d6 – Czarny pionek · f6 – Czarny skoczek · a5 – Czarny skoczek · b5 – Czarny pionek · c5 – Czarny pionek · e5 – Czarny pionek · d4 – Biały pionek · e4 – Biały pionek · c3 – Biały pionek · f3 – Biały skoczek · h3 – Biały pionek · a2 – Biały pionek · b2 – Biały pionek · c2 – Biały goniec · f2 – Biały pionek · g2 – Biały pionek · a1 – Biała wieża · b1 – Biały skoczek · c1 – Biały goniec · d1 – Biały hetman · e1 – Biała wieża · g1 – Biały król | a8 – Czarna wieża · c8 – Czarny goniec · f8 – Czarna wieża · g8 – Czarny król · c7 – Czarny hetman · e7 – Czarny goniec · f7 – Czarny pionek · g7 – Czarny pionek · h7 – Czarny pionek · a6 – Czarny pionek · d6 – Czarny pionek · f6 – Czarny skoczek · a5 – Czarny skoczek · b5 – Czarny pionek · c5 – Czarny pionek · e5 – Czarny pionek · d4 – Biały pionek · e4 – Biały pionek · c3 – Biały pionek · f3 – Biały skoczek · h3 – Biały pionek · a2 – Biały pionek · b2 – Biały pionek · c2 – Biały goniec · f2 – Biały pionek · g2 – Biały pionek · a1 – Biała wieża · b1 – Biały skoczek · c1 – Biały goniec · d1 – Biały hetman · e1 – Biała wieża · g1 – Biały król | a8 – Czarna wieża · c8 – Czarny goniec · f8 – Czarna wieża · g8 – Czarny król · c7 – Czarny hetman · e7 – Czarny goniec · f7 – Czarny pionek · g7 – Czarny pionek · h7 – Czarny pionek · a6 – Czarny pionek · d6 – Czarny pionek · f6 – Czarny skoczek · a5 – Czarny skoczek · b5 – Czarny pionek · c5 – Czarny pionek · e5 – Czarny pionek · d4 – Biały pionek · e4 – Biały pionek · c3 – Biały pionek · f3 – Biały skoczek · h3 – Biały pionek · a2 – Biały pionek · b2 – Biały pionek · c2 – Biały goniec · f2 – Biały pionek · g2 – Biały pionek · a1 – Biała wieża · b1 – Biały skoczek · c1 – Biały goniec · d1 – Biały hetman · e1 – Biała wieża · g1 – Biały król | a8 – Czarna wieża · c8 – Czarny goniec · f8 – Czarna wieża · g8 – Czarny król · c7 – Czarny hetman · e7 – Czarny goniec · f7 – Czarny pionek · g7 – Czarny pionek · h7 – Czarny pionek · a6 – Czarny pionek · d6 – Czarny pionek · f6 – Czarny skoczek · a5 – Czarny skoczek · b5 – Czarny pionek · c5 – Czarny pionek · e5 – Czarny pionek · d4 – Biały pionek · e4 – Biały pionek · c3 – Biały pionek · f3 – Biały skoczek · h3 – Biały pionek · a2 – Biały pionek · b2 – Biały pionek · c2 – Biały goniec · f2 – Biały pionek · g2 – Biały pionek · a1 – Biała wieża · b1 – Biały skoczek · c1 – Biały goniec · d1 – Biały hetman · e1 – Biała wieża · g1 – Biały król | 2 |
| 1 | a8 – Czarna wieża · c8 – Czarny goniec · f8 – Czarna wieża · g8 – Czarny król · c7 – Czarny hetman · e7 – Czarny goniec · f7 – Czarny pionek · g7 – Czarny pionek · h7 – Czarny pionek · a6 – Czarny pionek · d6 – Czarny pionek · f6 – Czarny skoczek · a5 – Czarny skoczek · b5 – Czarny pionek · c5 – Czarny pionek · e5 – Czarny pionek · d4 – Biały pionek · e4 – Biały pionek · c3 – Biały pionek · f3 – Biały skoczek · h3 – Biały pionek · a2 – Biały pionek · b2 – Biały pionek · c2 – Biały goniec · f2 – Biały pionek · g2 – Biały pionek · a1 – Biała wieża · b1 – Biały skoczek · c1 – Biały goniec · d1 – Biały hetman · e1 – Biała wieża · g1 – Biały król | a8 – Czarna wieża · c8 – Czarny goniec · f8 – Czarna wieża · g8 – Czarny król · c7 – Czarny hetman · e7 – Czarny goniec · f7 – Czarny pionek · g7 – Czarny pionek · h7 – Czarny pionek · a6 – Czarny pionek · d6 – Czarny pionek · f6 – Czarny skoczek · a5 – Czarny skoczek · b5 – Czarny pionek · c5 – Czarny pionek · e5 – Czarny pionek · d4 – Biały pionek · e4 – Biały pionek · c3 – Biały pionek · f3 – Biały skoczek · h3 – Biały pionek · a2 – Biały pionek · b2 – Biały pionek · c2 – Biały goniec · f2 – Biały pionek · g2 – Biały pionek · a1 – Biała wieża · b1 – Biały skoczek · c1 – Biały goniec · d1 – Biały hetman · e1 – Biała wieża · g1 – Biały król | a8 – Czarna wieża · c8 – Czarny goniec · f8 – Czarna wieża · g8 – Czarny król · c7 – Czarny hetman · e7 – Czarny goniec · f7 – Czarny pionek · g7 – Czarny pionek · h7 – Czarny pionek · a6 – Czarny pionek · d6 – Czarny pionek · f6 – Czarny skoczek · a5 – Czarny skoczek · b5 – Czarny pionek · c5 – Czarny pionek · e5 – Czarny pionek · d4 – Biały pionek · e4 – Biały pionek · c3 – Biały pionek · f3 – Biały skoczek · h3 – Biały pionek · a2 – Biały pionek · b2 – Biały pionek · c2 – Biały goniec · f2 – Biały pionek · g2 – Biały pionek · a1 – Biała wieża · b1 – Biały skoczek · c1 – Biały goniec · d1 – Biały hetman · e1 – Biała wieża · g1 – Biały król | a8 – Czarna wieża · c8 – Czarny goniec · f8 – Czarna wieża · g8 – Czarny król · c7 – Czarny hetman · e7 – Czarny goniec · f7 – Czarny pionek · g7 – Czarny pionek · h7 – Czarny pionek · a6 – Czarny pionek · d6 – Czarny pionek · f6 – Czarny skoczek · a5 – Czarny skoczek · b5 – Czarny pionek · c5 – Czarny pionek · e5 – Czarny pionek · d4 – Biały pionek · e4 – Biały pionek · c3 – Biały pionek · f3 – Biały skoczek · h3 – Biały pionek · a2 – Biały pionek · b2 – Biały pionek · c2 – Biały goniec · f2 – Biały pionek · g2 – Biały pionek · a1 – Biała wieża · b1 – Biały skoczek · c1 – Biały goniec · d1 – Biały hetman · e1 – Biała wieża · g1 – Biały król | a8 – Czarna wieża · c8 – Czarny goniec · f8 – Czarna wieża · g8 – Czarny król · c7 – Czarny hetman · e7 – Czarny goniec · f7 – Czarny pionek · g7 – Czarny pionek · h7 – Czarny pionek · a6 – Czarny pionek · d6 – Czarny pionek · f6 – Czarny skoczek · a5 – Czarny skoczek · b5 – Czarny pionek · c5 – Czarny pionek · e5 – Czarny pionek · d4 – Biały pionek · e4 – Biały pionek · c3 – Biały pionek · f3 – Biały skoczek · h3 – Biały pionek · a2 – Biały pionek · b2 – Biały pionek · c2 – Biały goniec · f2 – Biały pionek · g2 – Biały pionek · a1 – Biała wieża · b1 – Biały skoczek · c1 – Biały goniec · d1 – Biały hetman · e1 – Biała wieża · g1 – Biały król | a8 – Czarna wieża · c8 – Czarny goniec · f8 – Czarna wieża · g8 – Czarny król · c7 – Czarny hetman · e7 – Czarny goniec · f7 – Czarny pionek · g7 – Czarny pionek · h7 – Czarny pionek · a6 – Czarny pionek · d6 – Czarny pionek · f6 – Czarny skoczek · a5 – Czarny skoczek · b5 – Czarny pionek · c5 – Czarny pionek · e5 – Czarny pionek · d4 – Biały pionek · e4 – Biały pionek · c3 – Biały pionek · f3 – Biały skoczek · h3 – Biały pionek · a2 – Biały pionek · b2 – Biały pionek · c2 – Biały goniec · f2 – Biały pionek · g2 – Biały pionek · a1 – Biała wieża · b1 – Biały skoczek · c1 – Biały goniec · d1 – Biały hetman · e1 – Biała wieża · g1 – Biały król | a8 – Czarna wieża · c8 – Czarny goniec · f8 – Czarna wieża · g8 – Czarny król · c7 – Czarny hetman · e7 – Czarny goniec · f7 – Czarny pionek · g7 – Czarny pionek · h7 – Czarny pionek · a6 – Czarny pionek · d6 – Czarny pionek · f6 – Czarny skoczek · a5 – Czarny skoczek · b5 – Czarny pionek · c5 – Czarny pionek · e5 – Czarny pionek · d4 – Biały pionek · e4 – Biały pionek · c3 – Biały pionek · f3 – Biały skoczek · h3 – Biały pionek · a2 – Biały pionek · b2 – Biały pionek · c2 – Biały goniec · f2 – Biały pionek · g2 – Biały pionek · a1 – Biała wieża · b1 – Biały skoczek · c1 – Biały goniec · d1 – Biały hetman · e1 – Biała wieża · g1 – Biały król | a8 – Czarna wieża · c8 – Czarny goniec · f8 – Czarna wieża · g8 – Czarny król · c7 – Czarny hetman · e7 – Czarny goniec · f7 – Czarny pionek · g7 – Czarny pionek · h7 – Czarny pionek · a6 – Czarny pionek · d6 – Czarny pionek · f6 – Czarny skoczek · a5 – Czarny skoczek · b5 – Czarny pionek · c5 – Czarny pionek · e5 – Czarny pionek · d4 – Biały pionek · e4 – Biały pionek · c3 – Biały pionek · f3 – Biały skoczek · h3 – Biały pionek · a2 – Biały pionek · b2 – Biały pionek · c2 – Biały goniec · f2 – Biały pionek · g2 – Biały pionek · a1 – Biała wieża · b1 – Biały skoczek · c1 – Biały goniec · d1 – Biały hetman · e1 – Biała wieża · g1 – Biały król | 1 |
|   | a | b | c | d | e | f | g | h |   |

Michaił Iwanowicz Czigorin, ros. Михаил Иванович Чигорин (ur. 31 października?/12 listopada 1850 w Gatczynie, zm. 12 stycznia?/25 stycznia 1908 w Lublinie) – rosyjski szachista, uczestnik meczów o mistrzostwo świata z Wilhelmem Steinitzem.

## Kariera szachowa
Pod koniec XIX wieku był uczestnikiem wielu prestiżowych turniejów z udziałem najsilniejszych szachistów świata. Wygrał turnieje w Nowym Jorku (1889) i Budapeszcie (1896). Turniej w Hastings w 1895 roku z udziałem całej światowej czołówki zakończył na drugiej pozycji (za Harrym Pillsburym, a przed Emanuelem Laskerem, Siegbertem Tarraschem i Wilhelmem Steinitzem). Trzykrotnie triumfował w mistrzostwach imperium rosyjskiego.
Czigorin dwukrotnie w Hawanie rozegrał mecze o mistrzostwo świata przeciwko Wilhelmowi Steinitzowi. Pierwszy mecz w 1889 roku przegrał w stosunku 6½ – 10½. Rewanż rozegrany trzy lata później był bardziej wyrównany, lecz również zakończył się porażką Czigorina 10½ – 12½.
W pierwszej dekadzie XX wieku Czigorin był mniej widoczny w wielkich turniejach szachowej elity. Wygrał mniej znaczące turnieje w Moskwie (1901), w Kijowie i Wiedniu (1903) oraz w Petersburgu (1905). Prawie do końca życia pozostawał najsilniejszym rosyjskim szachistą, redagował i za własne pieniądze regularnie wydawał szachowy periodyk, był energicznym organizatorem szachowego życia w Rosji. Jest uznawany za ojca rosyjskiej szkoły szachów, pozostawił znaczny wkład w rozwój teorii otwarć szachowych. Kilka wariantów debiutowych nosi jego nazwisko. Do najważniejszych należą:
- obrona Czigorina przeciw gambitowi hetmańskiemu (1.d4 d5 2.c4 Sc6),
- wariant Czigorina w partii hiszpańskiej (1.e4 e5 2.Sf3 Sc6 3.Gb5 a6 4.Ga4 Sf6 5.O-O Ge7 6.We1 b5 7.Gb3 d6 8.c3 O-O 9.h3 Sa5 10.Gc2 c5 11.d4 Hc7),
- wariant Czigorina w obronie francuskiej (1.e4 e6 2.He2).

Według retrospektywnego systemu rankingowemu Chessmetrics, najwyższą punktację osiągnął w październiku 1895 r., z wynikiem 2797 punktów zajmował wówczas 3. miejsce na świecie (za Emanuelem Laskerem i Siegbertem Tarraschem).